# اختلال ضال (مسلسل)
اختلال ضال أو الانحراف (بالإنجليزية: Breaking Bad) وتقرأ بريكنغ باد، هو مسلسل جريمة درامي أمريكي من تأليف وإنتاج فينس غيليغان. صُور وأُنتج في مدينة ألباكركي، نيومكسيكو. اختلال ضال يحكي قصة والتر وايت (براين كرانستون)، معلم مادة الكيمياء في إحدى المدارس الثانوية، والذي يتم تشخيصه بأنه مصابٌ بمرض سرطان الرئة غير قابلٍ للعلاج في بداية المسلسل؛ فيلتفت بذلك إلى عالم الجريمة، وبالتحديد إنتاج وبيع الميثامفيتامين، بهدف تأمين المستقبل المادي لعائلته قبل رحيله، متعاوناً مع أحد طلابه السابقين جيسي بينكمان (آرون بول). سلط المسلسل الضوء أيضاً على زوجة والتر سكايلر (آنا غان)، وأولاده والتر الابن (آر جي مت) وهولي (إليانور آن ونريتش)، كما ظهرت في المسلسل ماري (بيتسي براندت) شقيقة سكايلر وزوجها هانك (دين نوريس) العامل في إدارة مكافحة المخدرات، بالإضافة إلى سول غودمان (بوب أودينكيرك) المحامي الذي يلجأ إليه والتر ويكون صلة الوصل بينه وبين التحري الخاص مايك إيرمنتروت (جوناثان بانكس) وبالتالي مرؤوس والتر تاجر المخدرات الكبير غاس فرينغ أو (جيانكارلو اسبوزيتو). وفي الموسم الأخير ظهرت شخصيتي تود آلكويست (جيسي بليمنز) وليديا رودرت–كويل (لورا فريزر).
بدأ عرض المسلسل لأول مرةٍ في 20 يناير 2008 في الولايات المتحدة الأمريكية وكندا على قناة AMC، وقد عُرضت الحلقة الأخيرة من المسلسل في 29 سبتمبر، 2013. تلقّى المسلسل إشادةً عالميةً من النقاد، ويعتبر أحد أعظم الأعمال الدرامية التلفزيونية في التاريخ بحسب بعض النقاد. بحلول نهاية المسلسل، كان اختلال ضال من بين المسلسلات الكبلية التي حظيت بأكثر مشاهدة على شاشات التلفزيون الأمريكي، إذ وصل عدد المشاهدين ضِعف عدد الذين شاهدوا الحلقات الثمان الأولى من الموسم الخامس عام 2012. هذا وقد قام بعض المتتبعين للمسلسل، وبالأخص الفئة الأكثر إعجابًا وتأثرًا به، ببعض الحركات العفوية عندما عرضت آخر حلقاته، إذ شارك الكثيرون في حدث رمزي لتشييع جنازة شخصية والتر وايت الرئيسية، وكرموا بعض الشخصيات الأخرى التي توفيت أثناء أحداث المسلسل في احتفال تذكاري خصص ريعه وعوائده لمساعدة المشردين الذين يعانون من مشكلات في الصحة العقلية وإدمان المخدرات. اشتق اسم المسلسل من عبارة عامية أمريكية شائعة في جنوب الولايات المتحدة هي "raise hell"، التي تعني حرفياً «إقامة الجحيم» ويقصد بها التسبب «باختلال كبير». صورت أحداث المسلسل في مدينة ألباكركي بولاية نيو مكسيكو الأمريكية.
حاز المسلسل على 16 جائزة إيمي، من بينها 4 انتصارات فاز بها كرانستون عن فئة أفضل ممثل؛ و3 انتصارات لآرون بول عن فئة أفضل ممثلٍ مساعدٍ، وانتصاران متتاليين بجائزة أفضل مسلسل درامي بعد 3 ترشيحات وجائزتين عن فئة أفضل ممثلة مساعدة لآنا غان. كما وحاز على جائزة غولدن غلوب لأفضل مسلسل درامي، وجائزة أفضل أداء لممثل في مسلسلٍ درامي لكرانستون بعد ترشيحه للجائزة 3 مرات سابقاً، إضافةً إلى كونه رُشح خمس مرات لجائزة نقابة ممثلي الشاشة لأفضل ممثل، حيث فاز مرتين، وفاز المسلسل بجائزة أفضل طاقم لمسلسل درامي. لفت المسلسل انتباه بعض المفكرين والناقدين للنظام الاجتماعي القائم في العالم الغربي والذي يرتكز على الرأسمالية، فاعتبروا أن شخصية والتر وايت تعبر عن فئة كبيرة من المظلومين والمهمشين والمعدمين من الشعب، الذين هم ضحايا النظام الاقتصادي والاجتماعي القائم في الغرب، والذي اعتبروه نظامًا دكتاتوريًا يتخفى برداء الديمقراطية، ولا هم له سوى إشباع خزينة حكومته وزيادة مدخراتها، ولو كلف ذلك تهميش بعض فئات المجتمع.
في عام 2013، احتل المسلسل المرتبة الـ 13 ضمن قائمة أفضل 101 مسلسل في التاريخ التي اختارتها نقابة الكتاب الأمريكية. في نفس السنة، منحت موسوعة غينيس للأرقام القياسية المسلسل لقب أعلى المسلسلات تقييمًا في التاريخ بعد حصول الموسم الخامس على نسبة 99% على موقع ميتاكريتيك. وعلى الرغم من انتهاء المسلسل في السنة سالفة الذكر، إلا أنه استمر يحظى بشعبية واسعة، حتى أن البعض صنّفه كأحسن مسلسل في العالم، ووفق أحد النقاد فإن الموسمين الأول والثاني من المسلسل لا يصنفانه ضمن أنجح وأحسن المسلسلات التلفزيونية في التاريخ رغم أنه ممتع وفريد من نوعه من حيث اللغة والفلسفة الخاصة به وكذلك بين التوازن الغريب الذي يقيمه بين الكوميديا والدراما، والأداء الكبير للممثلين والكتابة التي وصفها بالأسطورية، من حيث كونه يعاني من سرعة تطور الأحداث والشخصيات ومن حيث قلة الشخصيات وانحصار الأحداث ضمن نطاق جغرافي ضيق. كما قال أن شخصية والتر وايت كانت في الكثير من الأحيان مضطربة وفوضوية ولم ينقذها ويرتفع بها إلى مصاف النجومية سوى أداء براين كرانستون الكبير، لكنه رغم ذلك أشاد بإخراج المسلسل وصانعه وأسلوب سرده الودي للمشاهد، وصناعته لنجوم جدد.

## الإنتاج

### الفكرة

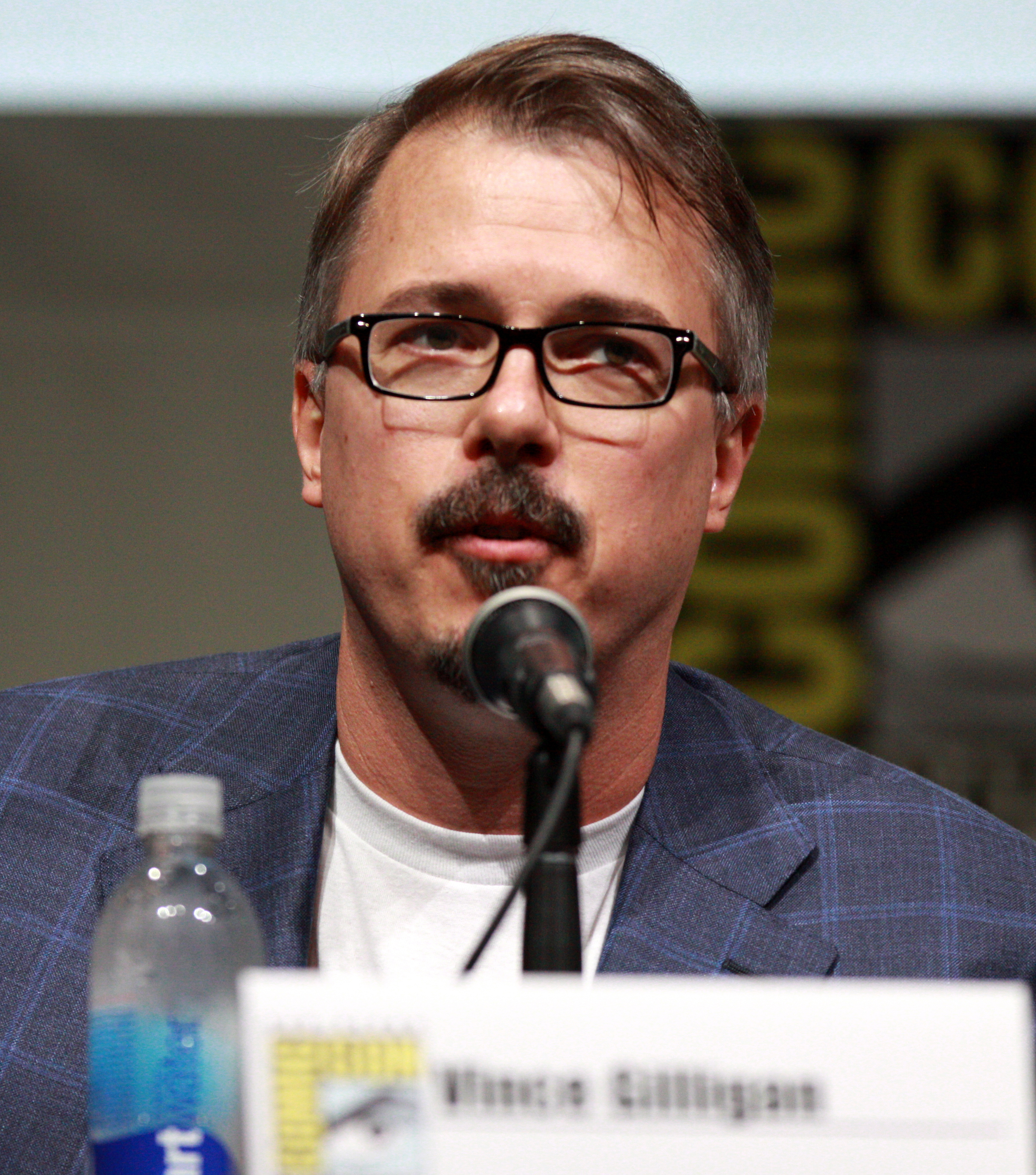
فينس غيليغان في كومك–كون 2013

اختلال ضال من تأليف فينس غيليغان، الذي قضى عدة سنوات في كتابة مسلسل The X Files على قناة Fox. أراد غليغيان أن يؤلف مسلسلاً يتحول فيه بطل القصة إلى الخصم الرئيسي. يقول غليغيان: «التلفزيون من ناحية تاريخية جيّد في حفظ شخصياته في حالة ركود مفروض ذاتياً ليمكن لهذه المسلسلات أن تبقى لسنوات أو حتى عقود،» وقال: «حينما أدركت ذلك، كانت الخطوة المنطقية التالية هي التفكير، كيف يمكنني أن أكتب قصة يكون الصراع الجوهري فيها نحو التغيير؟» وأضاف أن هدفه مع والتر وايت هو تحويله من السيد شيبس إلى سكارفيس. تكونت فكرة المسلسل عندما كان غليغيان يتحدث مع زميله الكاتب توماس شنوز حول مشكلة البطالة، حيث قال أحدهما مازحاً إن الحل هو «وضع مختبر ميث في الجزء الخلفي من عربة سكن متنقلة وقيادتها في أنحاء البلاد وطبخ الميثامفيتامين لكسب المال.»
قال غيليغان أنه من الصعب أن أكتب عن والتر وايت لأن شخصيته مظلمةٌ جداً ومشكوكٌ فيها أخلاقياً: «سأفتقد المسلسل عندما ينتهي، ولكن من جهة أخرى، سأكون مرتاحاً عندما لا يكون والت شاغلاً تفكيري بعد الآن.» ومع تقدم السلسلة، جعل غليغيان وطاقم كتّاب اختلال ضال من والتر شخصاً غير عاطفي بشكلٍ متزايد. في الموسم الرابع، قال براين كرانستون: «أعتقد أن والتر أدرك أنه من الأفضل أن يكون هو المُطَارِد على أن يكون المُطَارَد. إنه يتوجه ليكون شخصاً سيئ المزاج بصورة واضحة.» عرّف غيلغيان مصطلح (اختلال ضال) على أنه «التعبير عن شيءٍ ما بصوت عالٍ وبطريقة غاضبة».
في المراحل الأولية من التحضير للعمل، كان غيليغان محبطاً في البداية عندما علم بوجود مسلسل Weeds وتشابهه في المنطلق مع اختلال ضال، ولكن منتجيه أقنعوه بأن مسلسلهم مختلف بما فيه الكفاية ليحقق النجاح المرجو. قال لاحقاً بأنه لم يكن ليمضي قدماً بفكرته لو علم عن Weeds في وقت أبكر.

### التطوير
في البداية طلبت الشبكة 9 حلقات للموسم الأول ولكن بسبب إضراب نقابة الكتاب الأمريكية في 2007 تم تقليص الموسم إلى 7 فقط. كان من المفترض أن تكون أحداث المسلسل في ريفرسايد، كاليفورنيا حسب النسخ الأولية من النص، ولكن باقتراح من شركة سوني تم اختيار ألباكركي كموقع للتصوير بسبب الامتيازات المالية المناسبة التي تمنحها ولاية نيومكسيكو؛ وتم نقل الأحداث إلى هناك أيضاً، حيث قال غيليغان: «إن لم نفعل ذلك فسوف نضطر دائماً إلى تجنب ظهور جبال سانديا كلما احتجنا للتصوير نحو الجهة الشرقية» كما أعيدت كتابة القصة لتناسب مكان الإنتاج الفعلي. بلغت تكلفة الحلقة الواحدة حسب التقارير حوالي 3 ملايين دولار، وهذا أعلى من التكلفة المعتادة لبرامج التلفزيون الكبلية.
في يوليو 2011، أشار فينس غيليغان أنه يعتزم اختتام المسلسل بموسم خامس أخير. وفي أوائل أغسطس، 2011 بدأت مفاوضات تتعلق بالموسم الخامس والأخير بين شبكة AMC وسوني، الشركة المنتجة للمسلسل. اقترحت AMC أن يتم تقليص الموسم الخامس (من 6 إلى 8 حلقات بدلاً من 13) لتقليص التكاليف، ولكن المنتجين رفضوا الاقتراح. فبدأت سوني بالبحث عن شبكة كابل أخرى لعرض المسلسل في حال لم يتم التوصل إلى اتفاق مع شبكة AMC لتنفيذ المسلسل. في 14 أغسطس، مددت AMC المسلسل إلى 16 حلقة.

### اختيار الأدوار
| "سوف ترى هذه الإنسانية الكامنة، حتى عندما يتّخذ القرارات الملتويةِ، الرهيبةِ، سوف تحتاج شخصاً يمتلك هذه البشرية – في الأعماق، وبقاعدةٍ متينةٍ- لكي تقول، أثناء مشاهدتك لهذا المسلسل: "حسناً، سوف أمضي قدماً في هذه الرحلة، أنا لا أحب ما يفعل، لكنني أفهم، وسوف أمضي معه بقدر ما يذهب." إذا لم يكن لديك شخصٌ يمكن أن يعطيك هذا، على الرغم من لقطات التمثيل العظيمة، هذا المسلسل لن ينجح." |
| — فينس غيليغان متحدثاً عن براين كرانستون. |

اختار غيليغان براين كرانستون ليلعب دور والتر وايت بناءً على عملهما معاً في إحدى حلقات الموسم السادس من مسلسل الخيال العلمي The X–Files التي قام غيليغان بكتابتها، حيث لعب كرانستون دور رجلٍ معادٍ للسامية مصابٍ بمرضٍ عضالٍ. قال غيليغان أنه يجب على الشخصية أن تكون بغيضةً ومثيرةً للًتعاطف أيضاً في آنٍ واحدٍ و«إن برايان هو الممثل الوحيد القادر على فعل هذا، القادر على تنفيذ الحيلة. وهي حيلة بالفعل. ليس لدي أدنى فكرة كيف يفعل هذا.» كان منتجو شبكة AMC مترددين حول اختياره للدور، بسبب معرفتهم لكرانستون فقط من خلال دوره المتكلّف كـ هال في المسلسل الكوميدي Malcolm in the Middle، وقاموا بالتواصل مع الممثلَين جون كوزاك وماثيو برودريك للقيام بالدور. بعد رفض الممثلين، اقتنع المنتجون بعد أن عرض لهم غيليغان حلقة The X–Files التي ظهر فيها كرانستون.
كان نية غيليغان في البداية لشخصية آرون بول، جيسي بينكمان، بأن يُقتل في نهاية الموسم الأول. حيث أراد غيليغان لجيسي أن يموت في صفقة مخدرات فاشلة كمحرك للقصة من أجل تعذيب شخصية والتر وايت بالذنب جراء موت جيسي. بحلول الحلقة الثانية من الموسم قال غيليغان بأنه كان منبهراً بأداء آرون مضيفاً: «أصبح من الواضح مبكراً بأنه سوف يكون خطأ فادحاً وكبيراً جداً لو قتلنا جيسي.»

### الدقة العلمية
قامت دونا نيلسون، وهي بروفسورة كيمياء عضوية تعمل في جامعة أوكلاهوما بتفحص النصوص وتوفير حوار مناسب. قامت أيضاً برسم البُنى الكيميائية وكتابة المعادلات الكيميائية التي تم استخدامها كدعائم رئيسية. وفقاً للمنتج المنفذ والمؤلف فينس غيليغان: «تواصلت د. دونا نيلسون من جامعة أوكلاهوما معنا منذ عدة مواسم قائلةً:» أنا معجبة جداً بهذا المسلسل، وإذا احتجت أي مساعدة تتعلق بالكيمياء سوف أكون سعيدةً بمد يد المساعدة«. لقد كانت مستشارة رائعة. نحصل على المساعدة متى احتجنا إليها سواءً كانت في الكيمياء، أو الهندسة الكهربائية، أو الفيزياء، حيث نحاول أن نحصل على كل شيء بدقة. ليس لدينا مستشار دائم في موقع التصوير ولكن هناك بعض المشاهد نصورها حسب هؤلاء الخبراء أولاً.»
«[لأن] والتر وايت كان يتحدث إلى طلابه، كنت قادراً على أن أُهمل لحظات معينة من الوصف والحوار في الحلقات الأولى، وهذا الأمر قيدني بعض الشيء، حتى حصلنا على بعض المساعدة من بعض الكيميائيين الخبراء،» يقول غيليغان. ووقفاً له، نيلسون «كانت تراجع النصوص التي نكتبها للتأكد من أن الحوارات المتعلقة بالكيمياء دقيقة ومحدّثة. وأيضاً لدينا كيميائي يعمل مع إدارة مكافحة المخدرات في دالاس، وقد قدم لنا العون بشكل كبير.»
في 2013، وُضع اثنان من مشاهد الموسم الأول تحت التدقيق في برنامج Mythbusters لاختبار مدى صحتها العلمية. على الرغم من بعض التعديلات التي أجريت على ما تم عرضه في المسلسل، إلا أن كلا التجربتين لم تنجحا.

## طاقم التمثيل والشخصيات

### الشخصيات الرئيسية

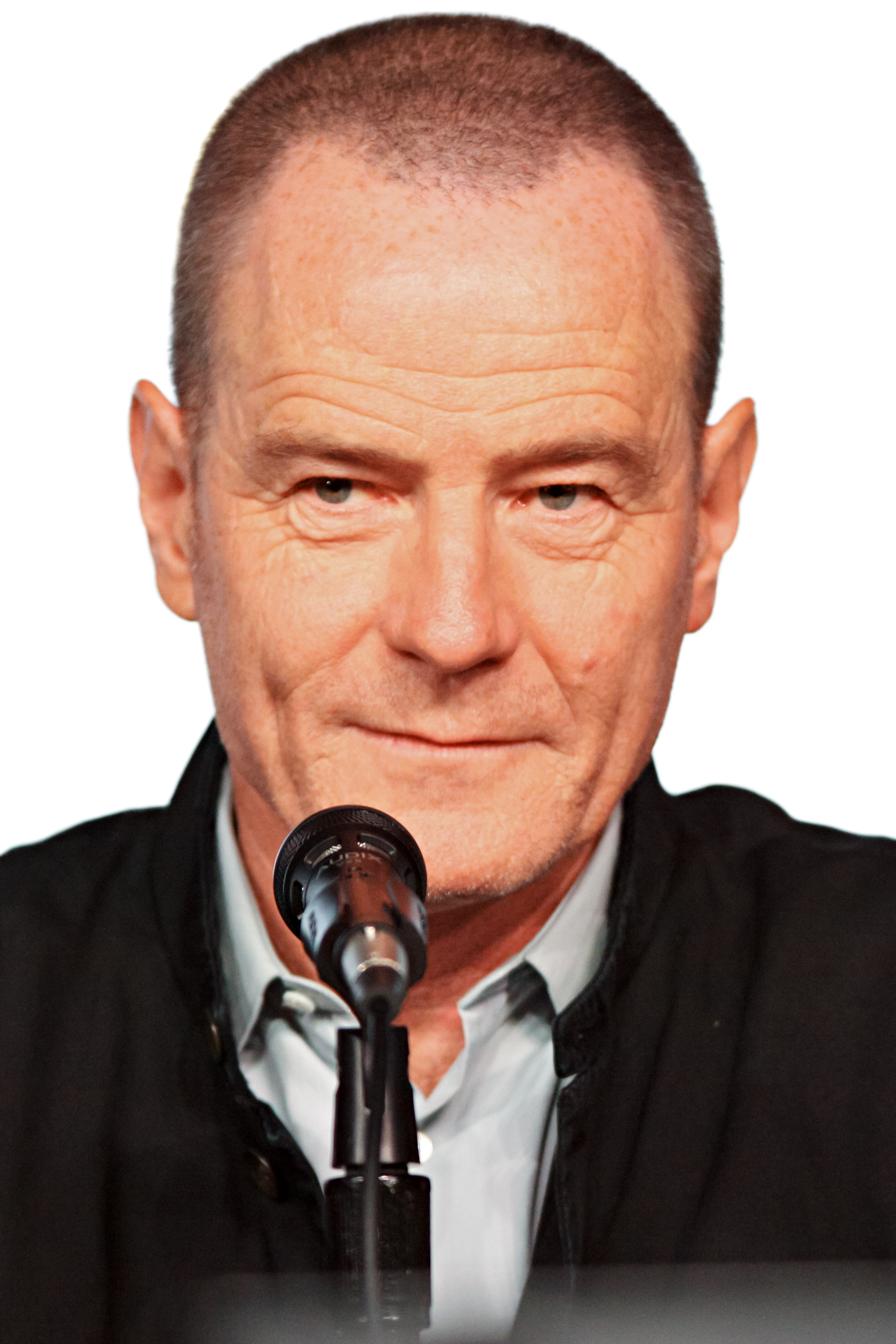
براين كرانستون (والتر وايت)
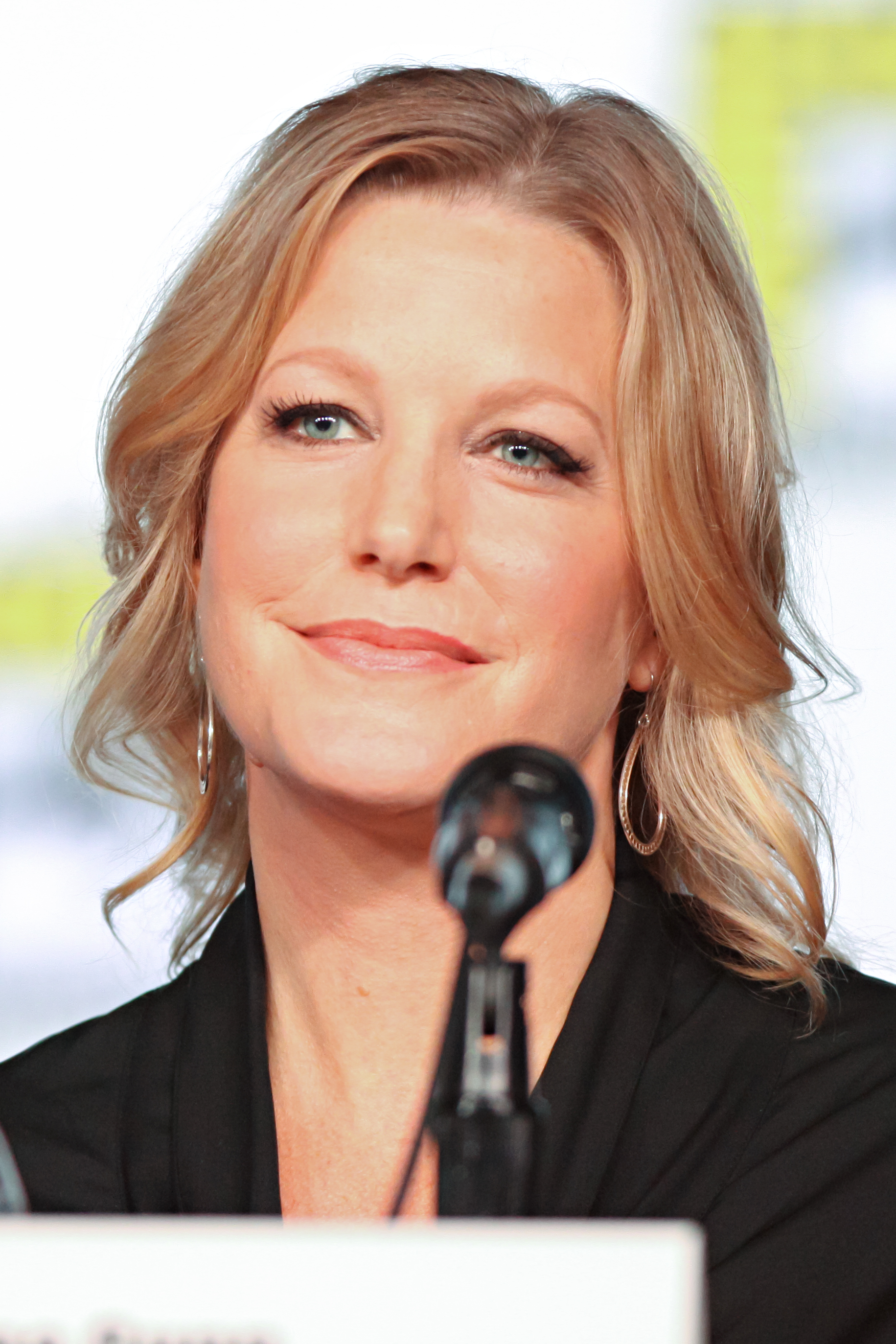
آنا غان (سكايلر وايت)
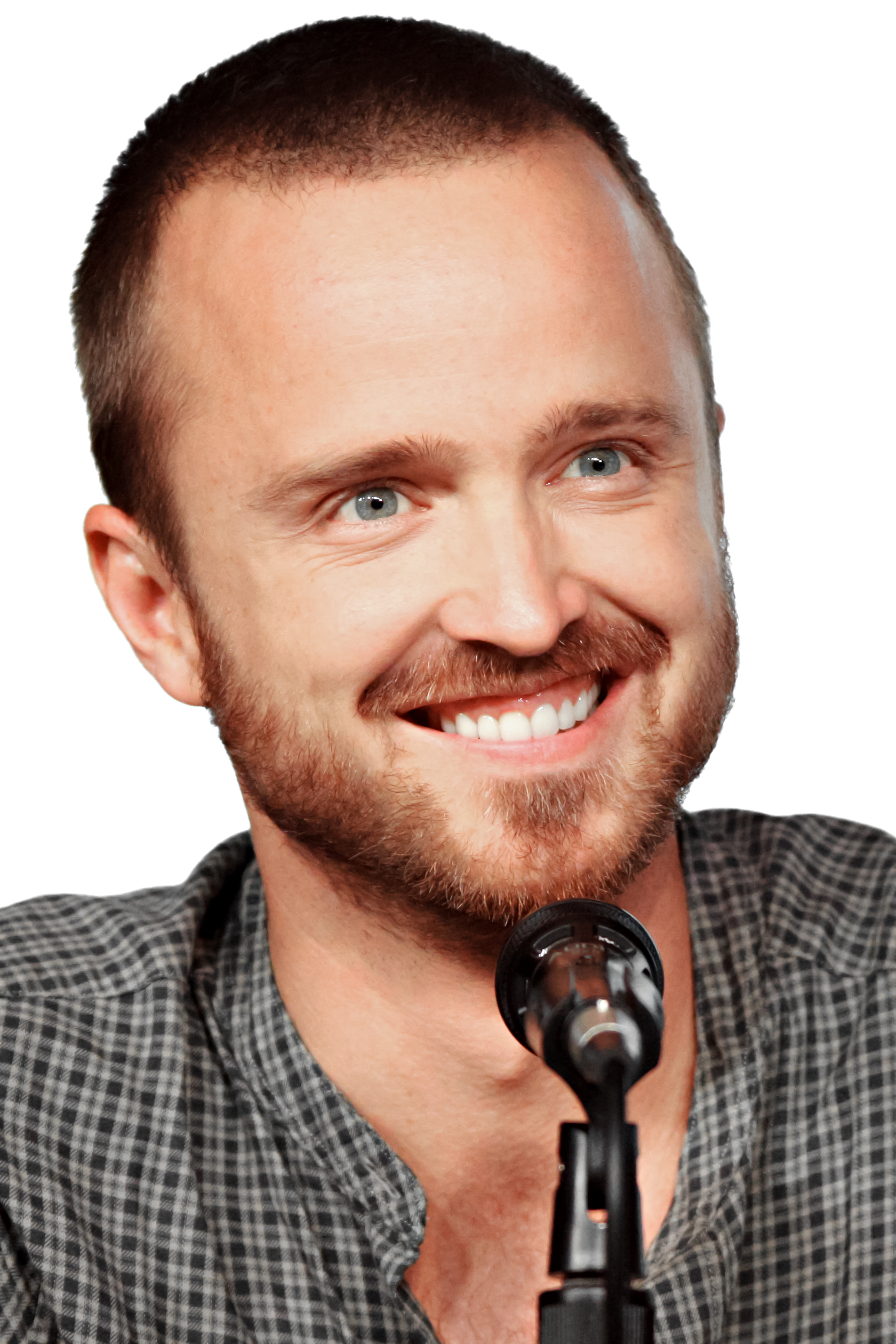
آرون بول (جيسي بينكمان)
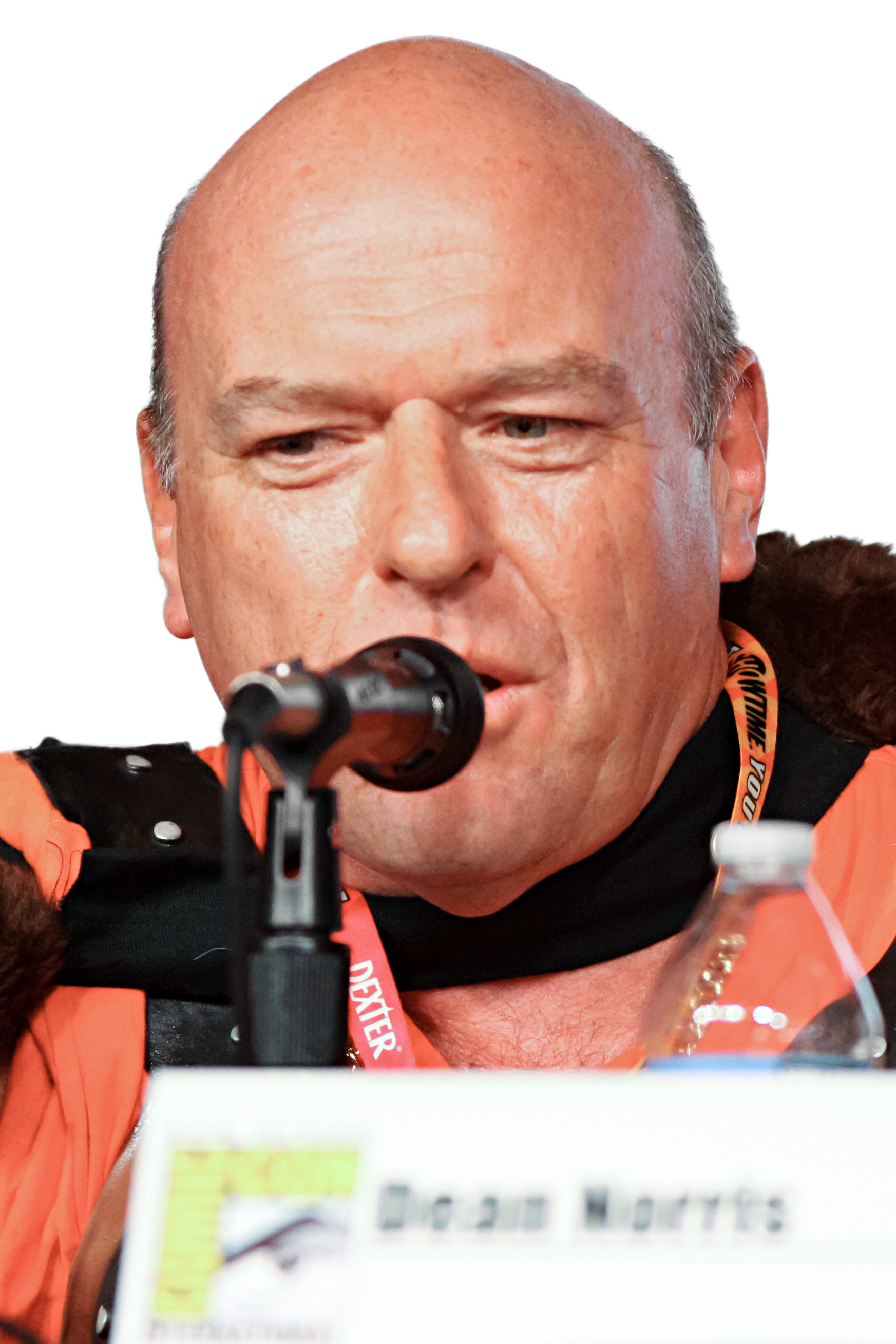
دين نوريس (هانك شريدر)
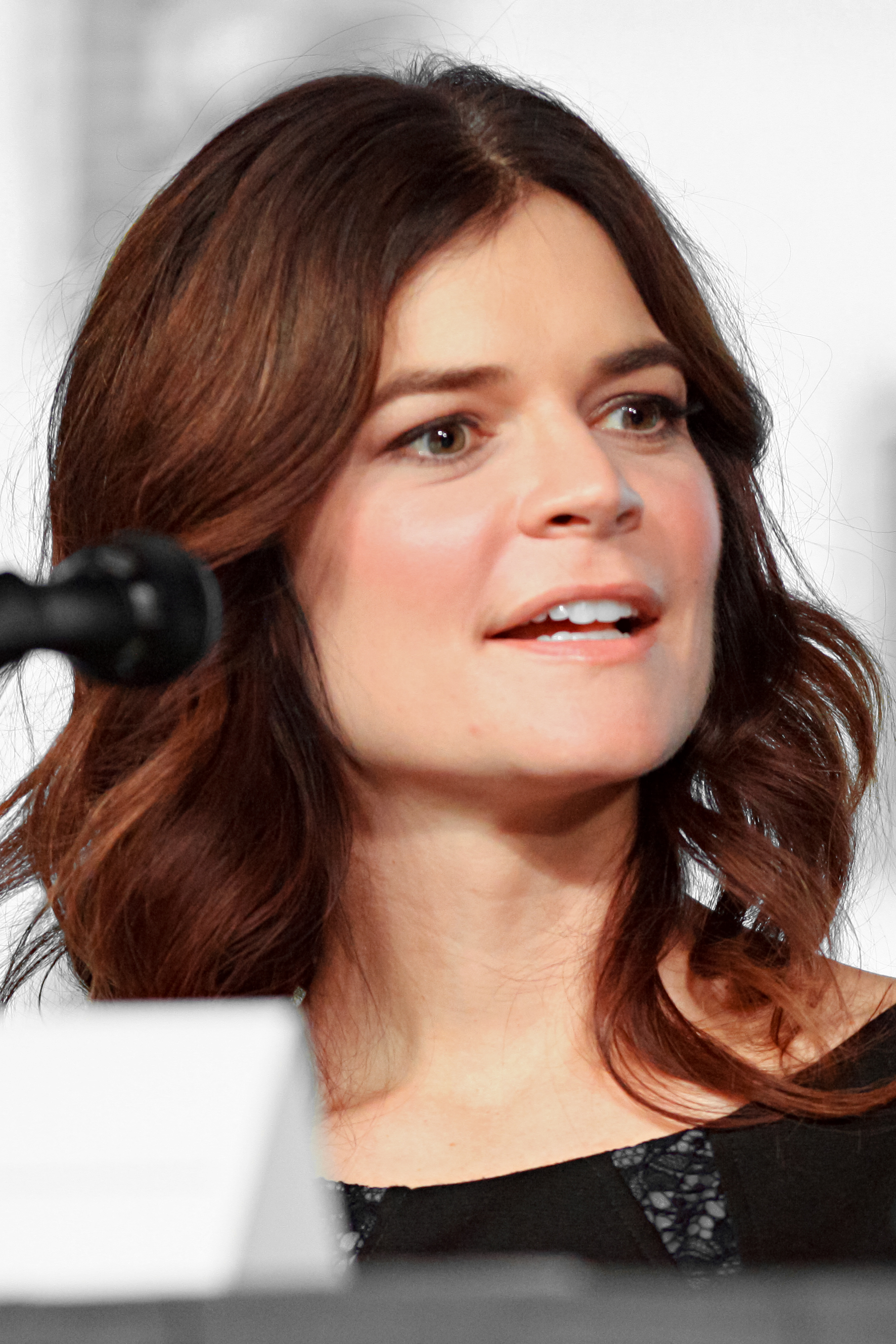
بيتسي براندت (ماري شريدر)
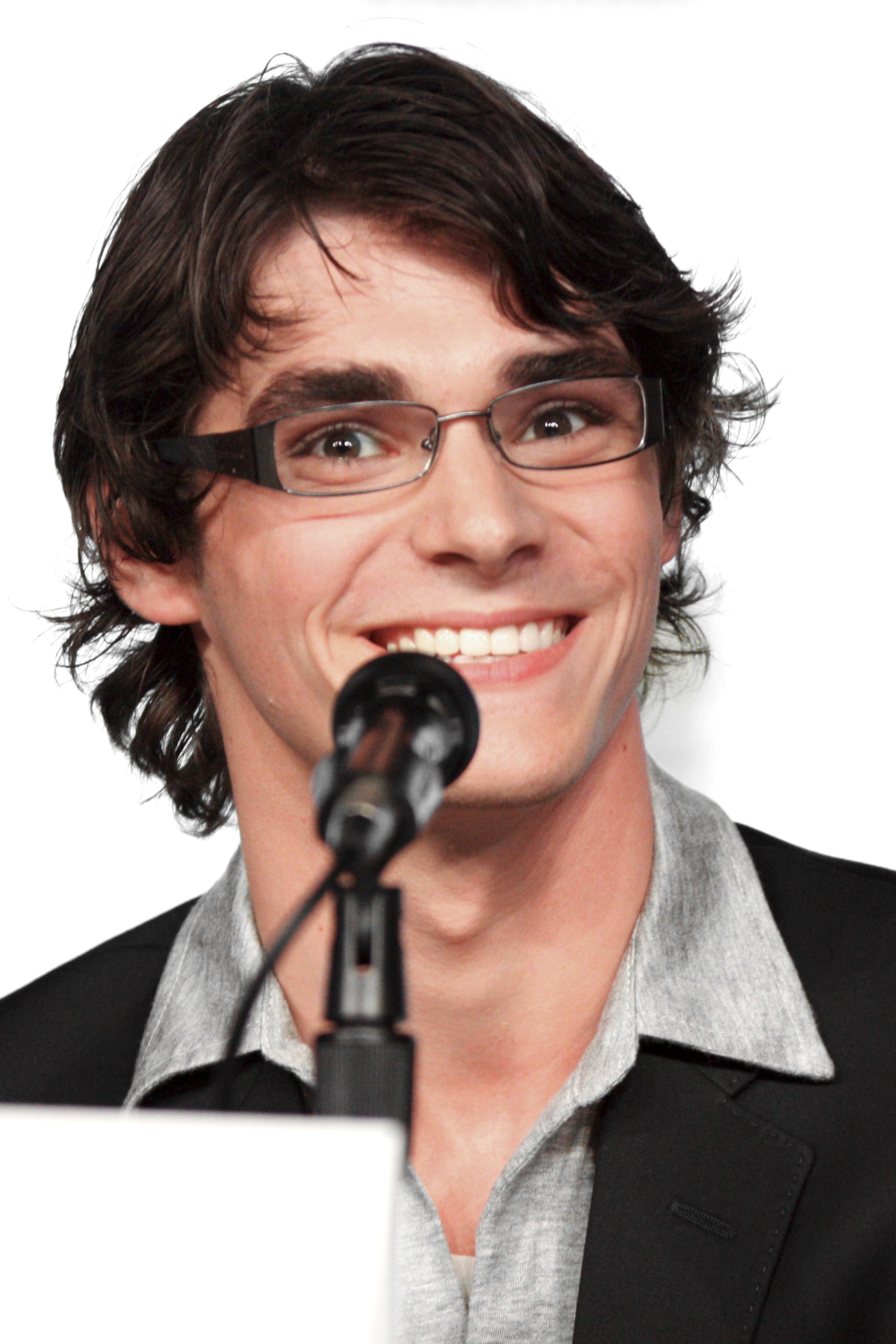
آر جي مت (والتر وايت الأصغر)
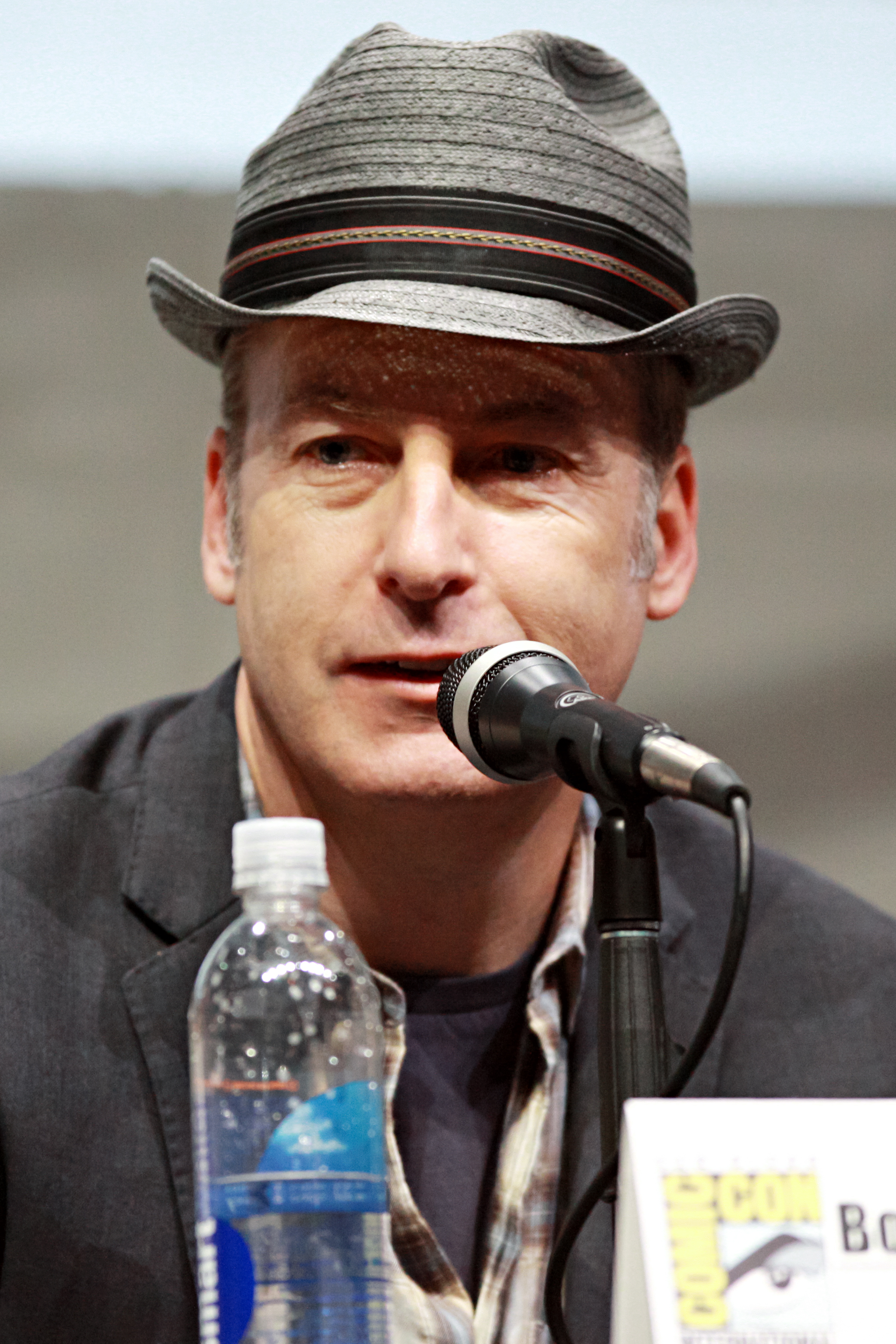
بوب أودينكيرك (سول غودمان)
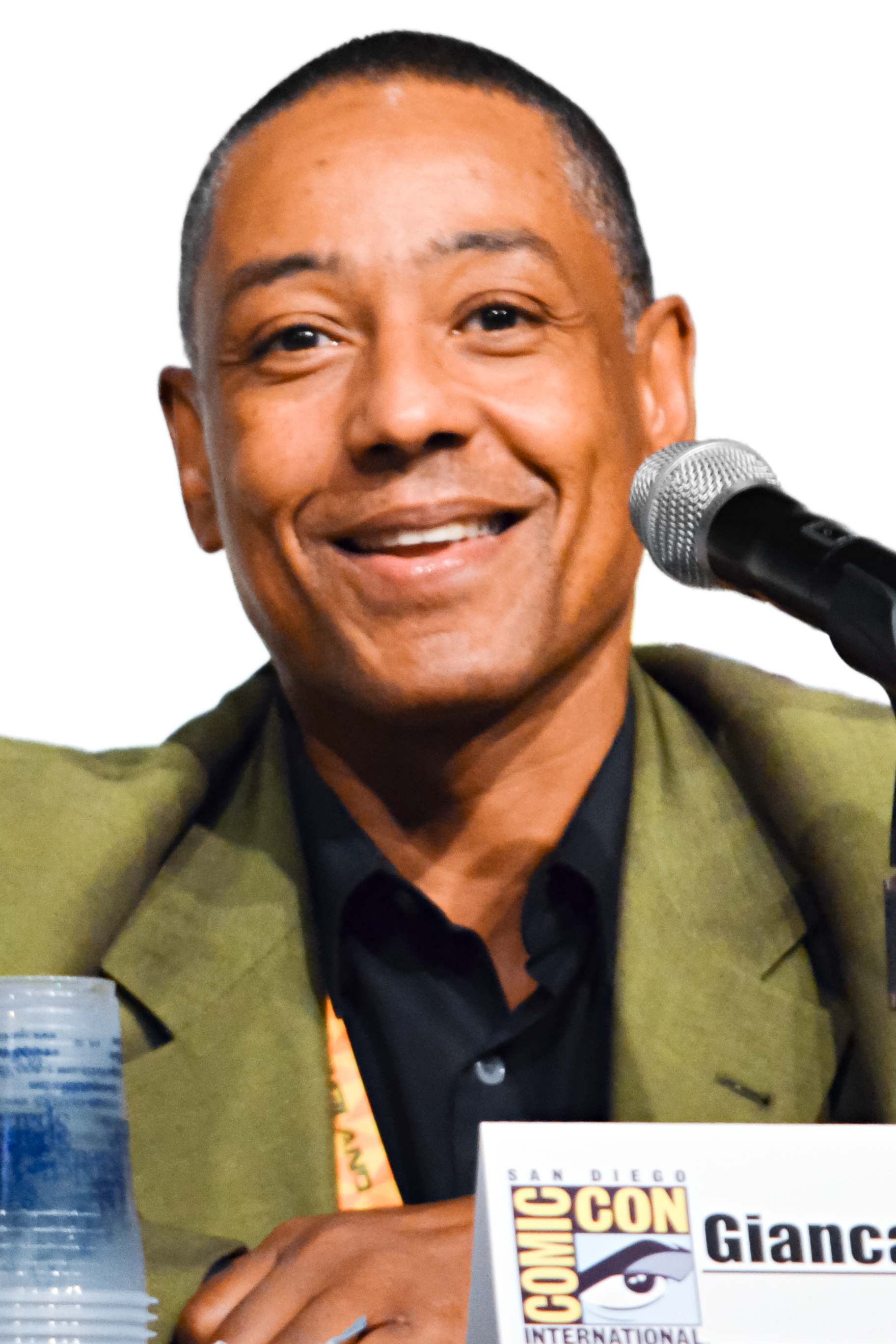
جيانكارلو اسبوزيتو (غاس فرينغ)
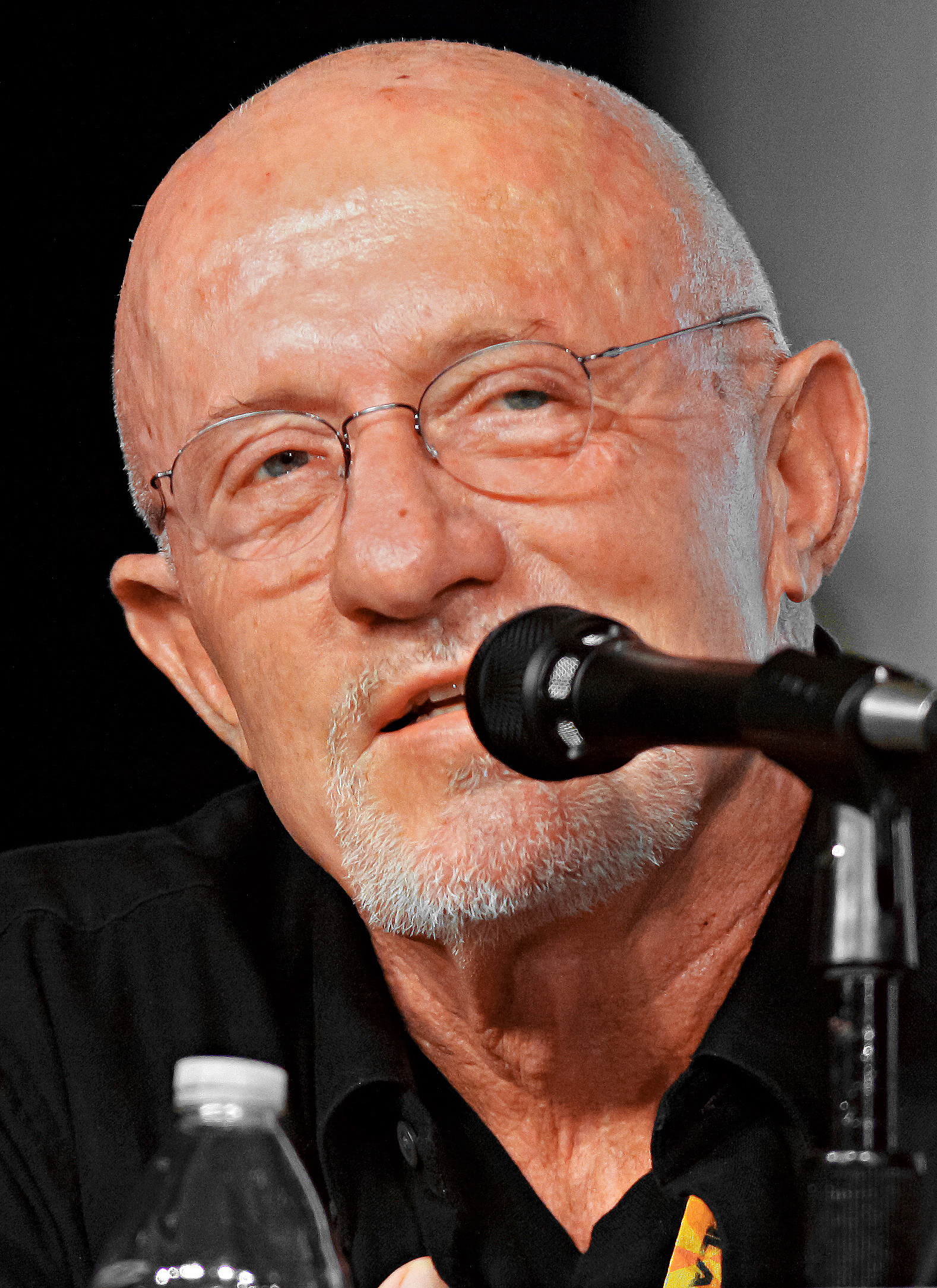
جوناثان بانكس (مايك إيرمنتروت)
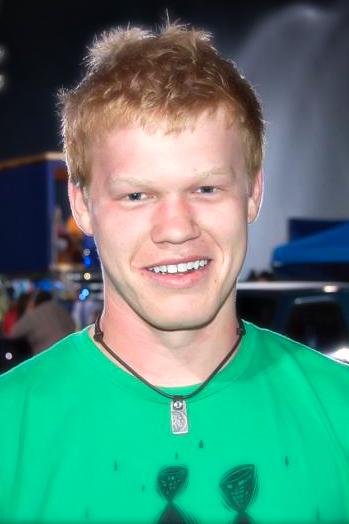
جيسي بليمنز (تود آلكويست)

- براين كرانستون بدور والتر وايت – مدرس لمادة الكيمياء مُشخص بسرطان الرئة يتحول إلى صناعة الميث بهدف تأمين المستقبل المادي لعائلته. مع نمو أعماله المشبوهة يكسب والتر سمعة سيئة تحت اسم هايزنبيرغ. ذكر كرانستون، بأنه وعلى الرغم من أنه يستمتع بتأدية الأدوار الكوميدية، إلا أنه قرر أنه..

«ينبغي عليّ حقاً التركيز على القيام بشيء آخر. ولكن أعتقد أن أي دراما جيدة بوزنها لابد دائماً أن تكون هنالك رشات من الكوميديا فيها، لأنه باستطاعتك أن تخفف التوتر عن الجمهور متى ما كان ذلك ضرورياً، ومن ثم إعادة الدراما مرةً أخرى. والت وايت ليس لديه أدنى فكرة أنه يكون مضحكاً أحياناً، ولكن كممثل إنني أدرك عندما تكون هناك لحظات كوميدية.»
- آنا غان بدور سكايلر وايت – زوجة والتر التي كانت حاملاً بطفلهما الثاني قُبيل تشخيصه بمرض السرطان، والتي يتزايد شكّها بزوجها بعدما بدأ بالتصرف بطرق غير مألوفة. غان تصف شخصية سكاير بأنها «منطقية، صارمة، ذكية ومندفعة.» وتصف غان مهنة الكتابة المتعثرة لسكايلر بأنها أكبر أحلامها، حيث تقول «أظن أنها في صميم أعماقها تتوق لتصبح فنانةً وأن تكون مبدعةً ومنتجةً.»[46]
- آرون بول بدور جيسي بينكمان – من طلاب والتر وايت السابقين، وهو يعمل كصانع وتاجر مخدرات، يتشارك هو ووالتر في صناعة أنقى أنواع الميث. يرى آرون بول جيسي كطفل مضحك. وأضاف «إنه روحٌ ضائعة... لا أظن أنه فتىً سيئ، لقد اختلط مع الحشد الخاطئ فقط.» ويردف متحدثاً عن تفاصيل شخصية جيسي قائلاً: «لا أظن أن هذا حصل بسبب شخصيته التعسفية، أو إدمانه للكحول، لكن ربما لأنه لم تكن تربطه علاقة بوالده، ربما كان والده صارماً جداً أو أنه غير ملائم لجيسي.»[47]
- دين نوريس بدور هانك شريدر – عديل والتر، وعميل في إدارة مكافحة المخدرات. في بداية المسلسل، كان الهدف أن تكون شخصية هانك شخصيةً «هزلية لتخفيف الجو.» نوريس، الذي لعب من قبل العديد من أدوار رجال الشرطة في السينما والتلفزيون قد صرح قائلاً..

«لقد لعبت العديد من أدوار رجال الشرطة، وقد تحدثت مع العديد من المستشارين التقنيين، لذا أصبحت قادراً على أن أعي الكثير. من قبيل الصدفة، أحد أعز أصدقائي الذين نشأت معهم هو شرطي في شيكاغو، وواحد من أعز أصدقائي الآخرين هو شريف في لوس أنجلوس. لأجل هذا تسنى لي الحصول على جميع مكونات تلك الثقافة.»
- بيتسي براندت بدور ماري شريدر – زوجة هانك وأخت سكاير المصابة بمرض السرقة. وصفت براندت شخصية ماري بأنها «عاهرة كريهة»، لكنها أيضاً ذكرت أن هنالك أكثر من ذلك فيها بقولها: «أعتقد أننا نشهد المزيد منها الآن حيث أنها تريد أن تكون متواجدةً لأجل عائلتها. لكن الأمر كله متعلق بها.»[49]
- آر جي مت بدور والتر وايت الأصغر – ابن والتر وسكايلر، وهو مصاب بشلل دماغي. مثل والتر جونيور، مت حقيقةً مصاب بشلل دماغي، ولكن بدرجة أخف. ذكر مت أنه اضطر إلى التراجع عن علاج مرضه من أجل تأدية الشخصية، وأنه كان عليه البقاء حتى وقت متأخر من الليل للتدرب على طريقة كلام والتر وتعلم المشي على العكازين لكي لا تبدو مشيته مصطنعة.[50]
- بوب أودينكيرك بدور سول غودمان (شخصية ثانوية في الموسم 2، شخصية رئيسية في الموسم 3–5) – محامي بارع ذو طرق ملتوية، يمثل والتر وجيسي. قام أودينكيرك ببناء شخصيته استناداً إلى المنتج السينمائي روبرت إيفانز. يقول بوب:

«فكرت بروبرت إيفانز لأنني استمعت إليه في» الولد يبقى في الصورة«على أقراص مدمجة. إنه يغيّر إيقاعه وطريقة خطابه باستمرار. ويرفع صوته للتشديد على الكلمات المثيرة للاهتمام. كما أنه يتنوّع بين الكثير من الأساليب في كل سطر يقرأه تقريباً. لذا عندما أتمرّن على المشاهد وحدي أقوم بانتحال شخصية روبرت إيفانز لأعثر على تلك اللحظات والمنعطفات، بعد ذلك أخرج وأقوم بتمثيل شخصية سول.»
- جيانكارلو اسبوزيتو بدور غاس فرينغ (شخصية ثانوية في الموسم 2، شخصية رئيسية في الموسم 3–4) – موزع مخدرات على مستوى عالي جداً يختبئ تحت غطائه كمالك لسلسلة مطاعم وجبات سريعة. وذكر اسبوزيتو أنه قام بدمج تدريباته في اليوغا مع أدائه للشخصية. يقول اسبوزيتو عن الشخصية:

«غاس هو أهدأ شخص قد تراه على الإطلاق. أفكر في شخصية إدي أولموس في مسلسل رذيلة ميامي (Miami Vice). كان مثل الميت، كان بالكاد يتنفس. فكرت، كيف يمكن لهذا الرجل أن يقف في هذه النار ولا يفعل شيئاً؟ غاس أتاح لي تماماً هذا المستوى من المرونة والاسترخاء، ليس لأن لديه السلطة المطلقة وأنه يعرف أن بإمكانه أخذ حياة شخصٍ ما. بل فقط لأنه واثقٌ من نفسه.»
- جوناثان بانكس بدور مايك إيرمنتروت (ضيف شرف في الموسم 1، شخصية رئيسية في الموسم 3–5: الجزء الأول) – شرطي سابق يعمل لدى غاس كقاتل مأجور ومنظف، ويعمل أيضاً لدى سول كمحقق خاص. شخصية مايك تمت مقارنتها بشخصية وينستون وولف التي أدّاها الممثل هارفي كيتل في فيلم Pulp Fiction، إلا أن بانكس يقول أنه لا يحاول محاكاتها: «لقد حاولت مباشرةً إخراج هذه الفكرة من ذهني، صراحةً. طريقة تنظيفه ليست كطريقتي. ولكن في جميع أنحاء هذا العالم، لا يمكنك التشكيك بأن هناك عدد كبير من المنظفين، سواء كانوا يعملون لدى الحكومة أو أفرادً متعاقدين.»[53]
- لورا فريزر بدور ليديا رودرت–كويل (شخصية ثانوية في الموسم 5: الجزء الأول، شخصية رئيسية في الموسم 5: الجزء الثاني) – وهي موظفة رفيعة المستوى في شركة مادريغال للكهرباء ومساعدة سابقة لغاس فرينغ. تبدأ ليديا على مضض بتوريد الميثيلامين لوالت وجيسي وتقوم بمساعدة والتر في توسيع عملياته إلى الخارج.
- جيسي بليمنز بدور تود آلكويست (شخصية ثانوية في الموسم 5: الجزء الأول، شخصية رئيسية في الموسم 5: الجزء الثاني) – موظف في شركة لمكافحة الحشرات يصبح فيما بعد شريكاً لوالت وجيسي.

### الشخصيات الثانوية
- ستيفن مايكل كيسادا بدور ستيفن غوميز، صديق وزميل هانك في وكالة مكافحة المخدرات، يتعاون مع هانك من أجل تحديد هوية هايزنبيرغ.
- مات إل. جونز بدور بادجر مايهيو، الصديق المغفل لجيسي وهو مدمن مخدرات.
- تشارلز بيكر بدور سكيني بيت، صديق جيسي ومساعده في تجارة المخدرات.
- رودني رش بدور كريستيان "كومبو" أورتيغا، وهو أيضاً صديق جيسي ومساعده في تجارة المخدرات.
- جيسيكا هيكت وآدم غودلي بدور غريتشن وإليوت شوارتز، مالكا شركة (غراي ماتر) التي تم تأسيسها بالشراكة مع والتر، الذي ترك المشروع قٌبيل نجاحه الكبير. كانت غريتشن صديقة والتر السابقة وهي سبب جزئي لتركه المشروع.
- رايموند كروز بدور توكو سالامانكا، تاجر مخدرات مكسيكي معتل اجتماعياً، مهيمن على تجارة المخدرات في مدينته، يصبح موزع الميث الذي يقوم والتر وجيسي بصناعته.
- مارك مارغوليس بدور هيكتور سالامانكا، عضو سابق رفيع المستوى في عصابة خواريز المكسيكية، لا يستطيع المشي أو الكلام بسبب سكتة دماغية أصيب بها، ويتواصل مع الآخرين عن طريق جرس، هو عم توكو، والإخوة ماركو وليونيل سالامانكا.
- كريستوفر كوزينز بدور تيد بينيكي، رئيس سكايلر في العمل، والذي يقع في مشكلة مالية تتطلب تدخل سكايلر.
- كريستين ريتر بدور جاين مارغوليس، حبيبة جيسي وابنة مالك المنزل الذي يعيش فيه، وهي مدمنة مخدرات متعافية.
- جون دي لانسي بدور دونالد مارغوليس، والد جاين ويعمل كمراقب جوي لكنه يتسبب بتصادم جوي بين طائرتين بسبب شرود ذهنه.
- ديفيد كوستابايل بدور غايل بوتيكر، كيميائي يوظفه غاس فرينغ للعمل جنباً إلى جنب مع والتر.
- دانيال مونكادا ولويس مونكادا بدور ليونيل وماركو سالامانكا، اثنان لا يرحمان وقليلا الكلام، يعملان قتلةٍ مأجورين لعصابة خواريز المكسيكية، هما أبناء عمومة توكو سالامانكا، وعمهم هو هيكتور سالامانكا.
- إميلي ريوس بدور أندريا كانتيلو، صديقة جيسي الثانية، هي أيضاً مدمنة مخدرات متعافية، ولديها ابن صغير اسمه بروك.
- جيرامايا بيتزوي بدور فيكتور، أحد موظفي غاس المخلصين، يؤدي المهام الصعبة إلى جانب مايك.
- لافيل كراوفورد بدور هيول، حارس سول الشخصي، الذي يتولى معالجة بعض المشاكل من أجل والتر.
- بيل بور بدور كيوبي، أحد معارف سول الذي يرسله من أجل معالجة بعض المشاكل الحساسة التي تتعلق بالتهديد والتخويف.
- مايكل بوين بدور جاك ويلكر، عم تود وزعيم عصابة تؤمن بتفوق العرق الأبيض.

### ضيوف الشرف
- داني تريجو بدور تورتوجا، عضو من أعضاء العصابات المكسيكية ومخبر لدى إدارة مكافحة المخدرات.
- دي جاي قولس بدور غيتز، ضابط شرطة ألباكركي الذي تعاون لفترة وجيزة مع هانك لتعقب هايزنبرغ.
- روبرت فوريستر بدور إد، مزوّر الهويات الذي يتستر كصاحب محل لإصلاح المكانس الكهربائية.
- جيم بيفر بدور لوسون، تاجر سلاح ألباكركي، الذي يقوم بتوفير بعض الأسلحة لوالتر.
- ستيفن باور بدور الدون إيلاديو فوينتاي، زعيم عصابة خواريز المكسيكية الذي لديه تاريخ مع غاس فرينغ.
- تشارلي روز كنفسه.

## الطابع والرموز

### العواقب الأخلاقية
في مقابلةٍ مع صحيفة نيويورك تايمز، قال مبتكر المسلسل فينس غيليغان أن الدرس الأكبر من هذا المسلسل هو أن «الأعمال لها عواقب». وقال متحدثاً بتفصيل عن فلسفة المسلسل:
إذا كان الدين هو رد فعل رجلٍ، ولا شيء أكثر من ذلك، فيبدو لي أنه يمثل عن رغبة إنسانية لمعاقبة الظالمين. كم كرهت فكرة أن يعيش عيدي أمين في المملكة العربية السعودية لآخر 25 سنة من حياته. هذا الأمر أغاضني إلى ما لا نهاية. أشعر نوعاً ما أن هناك حاجةٌ إلى تكفير الكتاب المقدس، أو عدالةٍ، أو شيءٍ من هذا القبيل. أحب أن أؤمن أن هنالك بعضاً من القصاص العادل، تلك الكارما التي تعمل عند نقطة ما، حتى لو استغرق ذلك سنواتٍ أو عقوداً ليحدث. صديقتي تقول أنه شيءٌ عظيمٌ أن تصبح هذه فلسفتي أيضاً. «أريد أن أؤمن أن هنالك جنّة. لكنني لا أستطيع أن لا أؤمن أن هنالك نار.»
وفي مقالٍ يدرس المسلسل بالمقارنة مع مسلسل The Sopranos، Mad Men ومسلسل The Wire، قال تشاك كلوسترمان أن اختلال ضال هو «مبنيٌ على فرضيةٍ غير مريحة بأن هناك فرقٌ لا يمكن دحضه بين ما هو صحيحٌ وما هو خاطئٌ، وهي الوحيدة فقط حيث تكون الشخصيات لها السيطرة الحقيقية على الطريقة التي يريدون العيش به.» وأضاف كلوسترمان أن السؤال المحوري لاختلال ضال هو «ما الذي يجعل الرجل 'ضالاً'؟ هل هي أفعاله، دوافعه، أم قراره الواعي بأن يكون شخصاً ضالاً؟» ويخلص كلوسترمان إلى أنه في عالم اختلال ضال، «الصلاح والضلال هما ببساطة خياراتٌ معقّدة، لا تختلف عن أيّ شيءٍ آخر.»
روز داوثت من صحيفة نيويورك تايمز، في ردٍ لها على مقال كلوسترمان، التي يقارن فيه ما بين اختلالٍ ضالٍ والسوبرانوز، أشارت إلى أن كلا المسلسلان هما «عروضٌ أخلاقية» وأن «كلاهما مهتمان في قوّة الأخلاق». داوثت تريد أن تقول بأن والتر وايت وتوني سوبرانو «يمثلان صورةً طبق الأصل لمعضلة الشر، الإدانة والإرادة الحرة». والتر هو الرجل الذي «تخلّى عمداً عن النور مقابل الظلام» بينما توني هو «شخصٌ ما ولد ونشأ في الظلمة» الذي يرفض «فرصةً بعد فرصةٍ شقّ طريقه نحو النور.»

### الإخلاص للعائلة
| "فعلت كل ذلك من أجلي أنا.. لقد أعجبني الأمر.. كنت ماهراً فيه.. وقد كنت.. حقاً.. كنت حياً." |
| — والتر مخاطباً سكايلر.                                                                  |

يستعرض المسلسل معظم اتصالات الشخصيات الرئيسيّة مع عائلاتهم بقدرٍ كبيرٍ من التفصيل. والتر يبرر قراره بطبخ الميث الكرستالي وأن يصبح مجرماً بسبب رغبته في إعالة أسرته. في الموسم الثالث يحاول الخروج من عمله في طبخ الميث لأنه تسبب في ترك سكايلر له. لكن غاس يقنعه بالبقاء، مخبراً إياه بأن عمل الرجل هو إعالة عائلته، حتى ولو كان مكروهاً. في الحلقة الأخيرة من المسلسل، والتر يعترف أخيراً لسكايلر بأن الدافع الرئيسي لعمله في تجارة الميث هو مصلحته الشخصية، على الرغم من أنه نجح سراً في تأمين 9.72 مليون دولار –ما تمكن من إنقاذه– لسكايلر والأطفال. وحدة جيسي في أوائل مواسم المسلسل يمكن تفسيرها جزئياً بقرار والديه بطرده خارج المنزل بسبب أنشطته المتعلقة بالمخدرات. هذا الانفصال عن الوالدين قرّبه أكثر إلى جاين، التي كان والدها يوبّخها أيضاً لتعاطيها المخدرات. عندما ساق القدر والتر بأن يلتقي والد جاين صدفةً، أشار إلى جيسي بأنه ابن أخيه، ويأسف لحقيقة أنه لا يستطيع التواصل معه، فيجيب والد جين بإخباره أن يستمر في المحاولة، قائلاً: «العائلة. لا يمكنك التخلي عنها، أبداً. ماذا يوجد غيرها؟!» وفاة جين لاحقاً، التي تخلّى والتر عن إنقاذها عمداً، هي عاملٌ رئيسي في تسبب والدها بحادثة تصادم الطائرات في نهاية الموسم الثاني.
حتى شخصيات المسلسل الأكثر صلابة تحافظ على صلات القرابة مع العائلة. في الموسم الثاني، توكو سالامانكا يقضي الوقت في رعاية عمّه المعاق جسدياً، هيكتور. عندما يُقتل توكو في مواجهته مع هانك، يسعى أبناء عمّه للانتقام لمقتله. وقد تم تفسير أفعالهم في فلاش باك، حيث يشرح هيكتور للأخوان كيف أن «العائلة هي كلّ شيءٍ». كما أن سلسلة مطاعم غاس فرينغ المسماة لوس بولوس هيرمانوس (Los Pollos Hermanos) تعني «إخوة الدجاج»، وهو اسمٌ يشير إلى حقيقة أن الشركة تم تأسيسها بالتشارك بواسطة غاس ورجلٍ يدعى ماكس، الذي يرتبط بغاس بعلاقة شخصية قريبة جداً. عندما يُقتل ماكس على يد هيكتور سالامانكا، يتعهد غاس بتدمير أسرة سالامانكا. في الموسم الخامس، يقول المؤمن بتفوق البيض جاك ويلكر: «لا تبخل على العائلة»، ويترك والتر ليعيش بعد أن قبضوا عليه في الصحراء بسبب حبه لابن أخيه تود آلكويست، الذي يكنّ لوالتر احتراماً شديداً.

### دمية الدب الوردية

دمية الدب الوردية التي ظهرت طوال الموسم الثاني للمسلسل.

خلال الموسم الثاني، ثمة لقطاتٍ تظهر فيها دميّةٌ لدبٍ ورديٍ تالف، وإحدى عينيه مفقودة، كدالة. ظهرت الدمية أولاً في الفيديو الموسيقي «مغالطات» لفرقة جيسي "TwaüghtHammër"، الذي صدر باعتباره حلقة ويب في فبراير 2009 قبل بداية الموسم الثاني. كما شوهدت الدمية أيضاً في جدارية على حائط غرفة جين في الحلقة الأخيرة من الموسم الثاني، وذلك لربط تحطم الطائرات بجين. وشوهدت دمية الدب في فلاش أمامي على مدى أربع حلقات؛ ثمة أمر يميز هذه الحلقات الأربع، بحيث أنه إذا وضعت عناوينها بالترتيب على التوالي، فإنها تُشكل الجملة: "Seven Thirty–Seven down over ABQ" التي تعني «737 تسقط فوق ألباكركي»؛ و737 هي طائرة البوينغ 737 التي سقطت بسبب توجيهات والد جين. تم تصوير هذا الفلاش الأمامي بالأبيض والأسود، مع استثناء لون الدب الوردي، والمراد بذلك الإشادة بفيلم قائمة شندلر، حيث تم استخدام اللون الأحمر لتمييز فتاة صغيرة ترتدي معطفاً. في نهاية الموسم، يتسبب والتر بشكل غير مباشر في اصطدام طائرتين في الجو؛ فتقع دمية الدب الوردية من إحدى الطائرتين وتسقط في بركة سباحة منزله. وصف فينس غيليغان حادث الطائرة هذا بأنه محاولة لتصور «الحزن الرهيب الذي قد أحدثه والتر لأحبائه» و«قضاء الله».
في الحلقة الأولى من الموسم الثالث، تلتقط هيئة سلامة النقل الأمريكية دمية الدب من بركة والتر، ويجد هو العين المفقودة لاحقاً في فلتر البركة. وصف الناقد التلفزيوني مايلز ميكنت تلك العين بأنها «رمز للضرر الذي يشعر [والتر] بالمسؤولية عنه»، وعلقت صحيفة The A.V. Club بأن «دمية الدب الوردية تواصل اتهامه.» قارن معجبون ونقاد ظهور وجهه دمية الدب الوردية بوجه غاس فرينغ في الحلقة الأخيرة من الموسم الرابع.
بيعت دمية الدب في مزاد علني مع تذكارات أخرى عديدة، في 29 سبتمبر 2013، المصادف لليوم الذي عرضت فيه الحلقة الأخيرة من المسلسل. وفي 29 أكتوبر من نفس العام، نشر آرون بول على إنستغرام صورةً لبراين كرانستون وهو يحمل الدب الوردي أثناء إنتاج المسلسل.

### والت ويتمان
يُذكر اسم والتر وايت بشكلٍ كبير بالشاعر والت ويتمان. حلقة «Gliding Over All (تندرج على الجميع)»، وهي خاتمة منتصف الموسم الخامس، هي عنوان القصيدة رقم 271 من مجموعة والت ويتمان الشعرية المسماة أوراق العشب. خلال المسلسل، يعطي غايل بوتيكر لوالت نسخةً من ديوان أوراق العشب، قبل إعطاءه الهدية، قرأ غايل على والتر قصيدة «عندما سمعت العالِم الفلكي». في حلقة «Bullet Points (نقاط مهمة)»، يجد هانك الأحرف الأولى و.و. في إحدى مذكرات غايل، ويقول مازحاً مع والتر أنها الأحرف الأولى من اسمه، إلا أن والتر يشير بأنه لا بد أن يكون المقصود بها هو ويتمان.
في حلقة «Hazard Pay (بَدل مخاطر)»، يجد والت نسخةً من أوراق العشب أثناء توضيبه لأغراض غرفة نومه، يبتسم لفترة وجيزة ويترك الديوان لكي يقرأه لاحقاً، يحدث هذا أثناء مرحلة مستقرة من حياته، حيث يشعر أن الأمور عادت إلى طبيعتها، وأنه قد حقق كل مشاريعه التي عمل من أجلها. تستند إحدى قصائد الديوان، قصيدة «أغنية ذاتي»، على العديد من المشاعر نفسها، وتعزز العلاقة بين حياة والتر وشعر ويتمان. في حلقة "Gliding Over All"، يجد هانك ديوان أوراق العشب في حمام والتر ويفتح صفحة الغلاف ليجد توقيع إهداءٍ مكتوباً بخط اليد بجملة: «إلى و.و. الآخر المفضل لدي. إنه لشرفٌ العمل معك. المحب غ.ب.» بعد قراءته لذلك، يصاب هانك بصدمةٍ واضحة، ويدرك حقيقة والتر للمرة الأولى. وكان هذا منطلقاً لبداية الجزء الثاني من الموسم الأخير للمسلسل.

## المواسم
| الموسم | الموسم       | الحلقات | تاريخ البث الأصلي | تاريخ البث الأصلي | تاريخ إصدار أقراص دي في دي | تاريخ إصدار أقراص دي في دي | تاريخ إصدار أقراص دي في دي | تاريخ إصدار أقراص Blu–ray Disc | تاريخ إصدار أقراص Blu–ray Disc | تاريخ إصدار أقراص Blu–ray Disc |
| الموسم | الموسم       | الحلقات | بداية الموسم      | نهاية الموسم      | المنطقة 1                  | المنطقة 2                  | المنطقة 4                  | المنطقة A                      | المنطقة B                      |                                |
| ------ | ------------ | ------- | ----------------- | ----------------- | -------------------------- | -------------------------- | -------------------------- | ------------------------------ | ------------------------------ | ------------------------------ |
|        | 1            | 7       | 20 يناير 2008     | 9 مارس 2008       | 24 فبراير 2009             | 14 ديسمبر 2009             | 8 يوليو 2009               | 16 مارس 2010                   | 2 نوفمبر 2011                  |                                |
|        | 2            | 13      | 8 مارس 2009       | 31 مايو 2009      | 16 مارس 2010               | 26 يوليو 2010              | 8 فبراير 2010              | 16 مارس 2010                   | 2 نوفمبر 2011                  |                                |
|        | 3            | 13      | 21 مارس 2010      | 13 يونيو 2010     | 7 يونيو 2011               | 19 مايو 2011               | 24 نوفمبر 2010             | 7 يونيو 2011                   | 2 نوفمبر 2011                  |                                |
|        | 4            | 13      | 17 يوليو 2011     | 9 أكتوبر 2011     | 5 يونيو 2012               | 22 مارس 2012               | 28 مارس 2012               | 5 يونيو 2012                   | 13 يونيو 2012                  |                                |
|        | 5 (الجزء. 1) | 8       | 15 يوليو 2012     | 2 سبتمبر 2012     | 4 يونيو 2013               | 3 يونيو 2013               | 6 يونيو 2013               | 4 يونيو 2013                   | 3 يونيو 2013                   |                                |
|        | 5 (الجزء. 2) | 8       | 11 أغسطس 2013     | 29 سبتمبر 2013    | 26 نوفمبر 2013             | 25 نوفمبر 2013             | 28 نوفمبر 2013             | 26 نوفمبر 2013                 | 25 نوفمبر 2013                 |                                |

### الإصدار المنزلي
تم إصدار المسلسل بالكامل على دي في دي وبلو راي في 26 نوفمبر، 2013، في صندوق على شكل إحدى البراميل التي كان يستعملها والتر طوال المسلسل. احتوى الإصدار على عدة أمور، مثل وثائقي مدته ساعتين ونهاية بديلة كوميدية يقوم فيها كرانستون بتأدية شخصية هال من مسلسل Malcolm in the Middle وجاين كازماريك تؤدي شخصيتها من المسلسل أيضاً، في إشارة إلى المشهد الأخير من مسلسل Newhart.

### الموسم الأول (2008)
كان من المقرر أن يتكون الموسم الأول من المسلسل من 9 حلقات ولكن تم تقليصها إلى 7 حلقات فقط بسبب إضراب نقابة الكتاب الأمريكية، وبدء عرض الموسم في 20 يناير 2008، واختُتِم في 9 مارس 2008. تم إصدار الموسم الأول كاملاً على دي في دي للمنطقة 1 في 24 فبراير، 2009. وأطلقت أقراص بلو راي للمنطقة A في 16 مارس، 2010.
القصة:
معلّم مادة الكيمياء المكافح، والتر وايت (براين كرانستون)، الذي تم تشخيصه بسرطان الرئة في مرحلة متقدّمة غير قابلة للعلاج. يذهب مع عديله هانك شريدر (دين نوريس) الذي يعمل عميلاً في إدارة مكافحة المخدرات لمداهمة أحد مختبرات صناعة الميث، ليفاجأ بأحد طلابه السابقين، جيسي بينكمان (آرون بول) يلوذ بالفرار ودون أن يراه أحد من المنزل الذي فيه مختبر الميث. فيقوم لاحقاً بالتواصل مع جيسي ليكونوا شركاءً في خطة لجمع مهارات والتر في الكيمياء مع معرفة جيسي بطرق توزيع الميثامفيتامين بهدف توفير الاستقرار المالي لزوجته الحامل، سكايلر (آنا غان) وابنه المعاق، ولدفع تكاليف علاج السرطان. خلال أيام والتر وجيسي الأولى في بيع أنقى أنواع الميث في ألباكركي، نيومكسيكو، يواجهون سلسلة من المشاكل مع تجار المخدرات المحليين. بالرغم من الكثير من الانتكاسات إلّا أن والتر يستمر في إنتاج الميث تحت اسمه المستعار (هايزنبرغ).

### الموسم الثاني (2009)
في 7 مايو، 2008 أعلنت قناة AMC عن تمديد المسلسل لموسمٍ ثانيٍ مكونٍ من 13 حلقة. بدأ الإنتاج في يوليو 2008 وتم عرض الموسم في 8 مارس، 2009 وانتهى في 31 مايو، 2009. تم إصدار الموسم الثاني كاملاً على دي في دي للمنطقة 1، وأقراص بلو راي للمنطقة A في 16 مارس، 2010.
القصة:
يستمر والتر ليجد نفسه مواجهاً للفواتير الطبية التي لا يمكن التغلب عليها لعلاجه من السرطان. على الرغم من العديد من التجارب السيئة أثناء فترة إنتاجه للميث مع جيسي، يوافق والتر على إعادة ضمّه كشريك له. فيبدأ الاثنان إنتاج الميث مرةً أخرى إلّا أن المشاكل لا زالت تلاحقهم، صديق جيسي بادجر (مات إل. جونز) يُلقى القبض عليه أثناء بيعه للميث في كمين للمكافحة المخدرات، فيقوم والتر بتوظيف المحامي سول غودمان (بوب أودينكيرك)، ليساعد بادجر. يقوم والتر وجيسي بسرقة مادة الميثلامين من أحد المستودعات ويذهبوا إلى الصحراء بالعربة الترفيهية لصناعة الميث لمدة أربعة أيام متواصلة. في وقتٍ لاحقٍ، يُقتل كومبو، صديق جيسي الآخر وموزّع الميث الذي يقوم بصنعه، من قِبل عصابة منافسة ليبيعه الميث في منطقتهم، نتيجةً لذلك يقترح عليهم سول إيجاد طريقة جديدة لتوزيع منتجهم. أثناء ذلك، يبدأ جيسي بتوطيد علاقته مع جاين (كريستين ريتر) جارته ومالكة العقار الذي يسكن فيه. كشفت جين لجيسي أنها تخضع لبرنامج للتعافي من الإدمان، لكن ما لبثت أن انتكست مرةً أخرى، ليبدأ الاثنان بتعاطي الهيروين. ينجح سول في العثور على شريك لجيسي ووالتر، غاس فرينغ (جيانكارلو اسبوزيتو) الذي هو على استعداد لدفع 1.2 مليون دولار مقابل 38 باوند من الميث الذي سبق وأن قاموا بصنعه. يحدد غاس موعد تسليم الميث له في وقت قصير وغير مناسب لكن ينجح والتر وبصعوبة في تسليمه، لكنّه يفوّت ولادة ابنته هولي في المستشفى. بسبب إدمان جيسي يمنعه والتر من الحصول على حقه من الأموال التي كسبها من الصفقة، لكن جاين تكتشف ذلك وتبدأ بابتزازه. يزور والتر منزل جيسي ليتحدث معه ولكنه يجد جاين تتقيء وهي في نوم عميق جراء جرعة الهيروين، لكنه لا يفعل شيئاً لإنقاذها. تقرر سكايلر مواجهة والتر حول كثرة غياباته وأعذاره الغير مبررة، بعد شكها فيه تطلب الانفصال عنه.

### الموسم الثالث (2010)
في 2 أبريل، 2009 أعلنت قناة AMC عن تمديد المسلسل لموسمٍ ثالثٍ مكونٍ من 13 حلقة. تم عرض الموسم في 21 مارس، 2010 وانتهى في 13 يونيو، 2010. تم إصدار الموسم الثالث كاملاً على دي في دي للمنطقة 1، وأقراص بلو راي للمنطقة A في 7 يونيو، 2011.
القصة:
يتمنى والتر أن يعيد لم شمل عائلته مرةّ أخرى، لكن سكايلر لا تزال مرتابة من حياة والتر الثانية. يعتقد والتر بأن بإمكانه التخفيف من حدة التوتر بينهما بواسطة اعترافه لسكايلر بأنه كان يعمل على إنتاج الميث. إلا أن اعترافه يصدم سكايلر مما يجعلها تطلب منه الطلاق الرسمي. في الوقت نفسه، يقدم غاس عرضاً لوالتر بأن يدفع له 3 ملايين دولار مقابل ثلاثة أشهر من خدمته، حتى أنه وفّر له معملاً متقدم تقنياً، ومساعد مختبر بارع، غايل (ديفيد كوستابايل). يوافق والتر على العرض مما يجعل جيسي يضطر إلى إنتاج وبيع الميث بنفسه لرفض غاس مقابلته أو إشراكه في العمل لأنه لا يثق بالمدمنين. يقوم هانك بالتعاون مع إدارة مكافحة المخدرات بجمع عدة أدلة على تورط جيسي في تجارة الميث الأزرق، ويوشك على القبض على جيسي ووالتر إلا أنهما ينجحان في التخلص منه فيفور غضب هانك ويعتدي على جيسي بالضرب في منزله. يهدد جيسي بتسليم والتر إلى إدارة مكافحة المخدرات في حال تم القبض عليه، لكن والتر يعرض عليه أخذ مكان غيل في المختبر ليثنيه عن ذلك، بعد عمل جيسي في المعمل يقوم بسرقة الميث الزائد ليبيعه سراً. يدخل جيسي في علاقة عاطفية مع أندريا (إميلي ريوس) في نفس مركز التأهيل الذي هو فيه، ليعرف منها لاحقاً بأن أخاها ذو الحادية عشر عاماً قام بأمرٍ من غاس وموزّعيه بقتل كومبو، فيقرر جيسي الانتقام لأجل كومبو. يساعد والتر جيسي في الهرب من غضب غاس. بسبب ذلك يفقد غاس ثقته في والتر ويطلب من غيل إدارة المختبر، ويعطي أوامره لأتباعه بقتل والتر وجيسي. يقوم الأتباع بخطف والتر لقتله، لكن والتر يعطي جيسي إرشاداتٍ بواسطة الهاتف ليقتل غيل ليجبر غاس على عدم قتله (وكذلك جيسي) لأنهما الكيميائيان الوحيدان المدربان على صناعة الميث بشكلٍ جيّد.

### الموسم الرابع (2011)
في 14 يونيو عام 2010 أعلنت قناة AMC عن تمديد المسلسل لموسمٍ رابع مكونٍ من 13 حلقة. بدأ الإنتاج في يناير 2011، وتم عرض الموسم في 17 يوليو، 2011 وانتهى في 9 أكتوبر، 2011. في الأصل، كان هنالك حلقات قصيرة طولها أربع دقائق من المقرر لها أن تعرض قبل بداية الموسم الرابع، لكن هذا لم يحصل.
القصة:
يتّبع جيسي إرشادات والتر ويقوم بقتل غيل. يقرر غاس تأديب الاثنين من خلال فرض سياساتٍ صارمةٍ عليهما في المختبر. كما يحاول كسر صداقة والتر وجيسي عن طريق تكليفهم بتفاصيل عمل مختلفة. في حين عمل والتر وايت في مختبر صناعة الميث، جيسي يقوم بمساعدة مايك (جوناثان بانكس)، أحد مساعدي غاس، في استرجاع مدفوعات تجارتهم، ويؤمّن له الحماية. نتيجةً لذلك تصبح علاقة والتر وجيسي متوتّرةً بشكلٍ متزايدٍ، وتصبح بينهما عداوة. في أثناء ذلك، هانك، الذي يتعافى من آخر احتكاكٍ له مع العصابة، يجد أدلةً تربط غيل بغاس، ويعتقد بأن غاس هو أكبر موزّعٍ للمخدراتِ في المنطقة لذا يبدأ في البحث عن أدلةٍ ملموسةٍ لتوجيه اتهاماتٍ إليه. غاس يدرك أن علاقة والتر الوثيقة بهانك قد تعرّض عمليته بأكملها للخطر. لاحقاً يوجه غاس تهديداً لوالتر بأنه سيقتل جميع عائلته. يضع جيسي ووالتر خلافاتهما جانباً ويتفقان على قتل غاس، يقوم والتر بإقناع زعيم العصابات السابق هيكتور سالامانكا (مارك مارغوليس) بتفجير قنبلة انتحارية ليأخذ ثأره من غاس، يوافق هيكتور ويفجّر القنبلة ليقتل نفسه، وغاس، وتيروس أحد أتباع غاس. يقوم والتر وجيسي بتدمير المختبر، ويتصل والتر بزوجته ليعلن لها: «لقد فزت».

### الموسم الخامس (2012–2013)
في 14 أغسطس عام 2011 أعلنت قناة AMC عن تمديد المسلسل لموسمٍ خامس وأخير مكونٍ من 16 حلقة. تم تقسيم هذا الموسم إلى جزئينِ مكونينِ من 8 حلقاتٍ لكلٍ منهما، تم عرض الجزء الأول 15 يوليو، 2012 وانتهى في 2 سبتمبر، 2012؛ وبدأ عرض الجزء الثاني في 11 أغسطس، 2013، وتم عرض الحلقة الأخيرة منه في 29 سبتمبر، 2013.
القصة:
بعد مقتل غاس، يتعاون والتر مع جيسي ومايك من أجل إنشاء عمليةٍ جديدةٍ لإنتاج وبيع الميث. بحيث يتعامل مايك مع جميع جوانب المشروع المتعلقة بالمعارف والموزعين، في حين يتعاون والتر وجيسي مع شركة لمكافحة الحشرات المنزلية من أجل إنتاج الميث في المنازل المغطاة التي تعمل بها الشركة. هانك وإدارة مكافحة المخدرات يتمكنان من تحديد هوية 9 سجناءٍ ومحامٍ واحدٍ كانت لهم علاقاتٌ إجراميةٌ مع مايك. يقتل والتر مايك ومن ثم يستعين بجاك ويلكر (مايكل بوين)، قائد العصابة النازية، من أجل القضاء على موظفي غاس العشرة في السجن. تستمر أعمال والتر دون أي عوائق إلى أن يقرر ترك العمل بعد جمعه لأكثر من 80 مليون دولار.
لاحقاً، يُدعى هانك إلى منزل والتر، حيث يعثر بالصدفة على أحد كتب والتر ولكنه يحمل رسالة إهداءٍ موقعةٍ من غايل بوتيكر. يدرك أن والتر هو نفسه هايزنبيرغ ويبدأ سراً بإعادة التحقيق من جديد. يشكل هانك تحالفاً مع جيسي الذي أصبح يحقد على والتر بسبب أفعاله السيئة التي تجاوزت الحدود. من دون أي خيارٍ آخرٍ يستعين والتر بجاك مرةً أُخرىً من أجل قتل جيسي. يحاول والتر مواجهة جيسي في الصحراء، ولكن هانك ينصب له فخاً ويقوم باعتقاله. تصل جماعة جاك إلى المكان حيث يتشابكون مع هانك في معركة أسلحة نارية. يقوم جاك بإعدام هانك على الرغم من توسلات والتر إليه لعدم فعل ذلك. يتم الإمساك بجيسي ويُجبر على العمل كعبد، من أجل إنتاج الميث للعصابة. قبل مغادرتهم، يأخذ جاك وعصابته معظم أموال والتر ويتركون له 11 مليون فقط.
أدّت صدمة سكايلر ووالتر الأصغر الشديدة بسبب موت هانك إلى تحميلهما والتر المسؤولية الكاملة عن ذلك، ويرفضان مغادرة ألباكركي معه بل ويتصل والتر الأصغر بالشرطة من أجل التبليغ عن والده. يمضي والتر الأشهر التالية مختبأً في كوخٍ صغيرٍ في نيوهامبشير بينما يعاني من السرطان الذي قد عاد إليه مرةً أُخرىً. يعود لاحقاً إلى نيومكسيكو من أجل زيارة عائلته مرةً أخيرةً وللانتقام من جاك. لاحقاً في نفس الليلة، يقتل والتر جميع أفراد عصابة جاك ويحرر جيسي، الذي يهرب من المنطقة قبل وصول الشرطة. يدرك والتر بأنه قد أصيب بجروحٍ قاتلةٍ جراء إطلاق النار ويستسلم تدريجياً لإصابته أثناء دخول الشرطة إلى المستودع.

## نسب المشاهدة والبث حول العالم
بلغ متوسط عدد مشاهدي الموسم الأول من اختلال ضال 1.4 مليون مشاهد، وحصل العرض الأول من الموسم الثاني على 1.66 مليون مشاهدة بزيادة قدرها 41.6% عن الموسم السابق.
العرض الأول من الموسم الثالث كان الأعلى تقييماً في تاريخ المسلسل في ذلك الوقت؛ حيث شاهده مليونا مشاهد، زيادةً على ذلك، بلغ عدد المشاهدين الذين شاهدوا الإعادة في نفس الليلة 1.1 مليون مشاهد، بزيادة بنسبة 40% عن العرض الأول من الموسم الثاني. أما متوسط عدد مشاهدات بقيّة حلقات الموسم الثالث فبلغ ما بين 1.2 و1.8 مليون مشاهد.
أما عن الموسم الرابع، فبلغت مشاهدات العرض الأول منه 2.6 مليون مشاهد، بزيادةٍ نسبتها 32% عن الحلقة الأولى من الموسم الثالث. حاز العرض الأول من الموسم الخامس على 2.9 مليون مشاهد، مما جعله يحتل المرتبة الأولى باعتباره العرض الأول الأكثر مشاهدةً من المسلسل. قفز عدد مشاهدي العرض الأول لمنتصف الموسم الخامس بنسبة 102% بعددٍ بلغ 5.9 مليون مشاهدة لحلقة «Blood Money (مال ملطخ بالدماء)». الحلقة الثالثة ما قبل الأخيرة «Ozymandias (أوزيماندياس)» التي أيضاً أشار إليها فينس غيليغان بـ«أفضل حلقاتنا التي حصلنا أو سنحصل عليها»، قام بمشاهدتها 6.37 مليون مشاهد. الحلقة ما قبل الأخيرة «Granite State (ولاية الغرانيت)» استمرت على هذا المنوال وقام بمشاهدتها 6.58 مليون مشاهد. أما الحلقة الأخير من المسلسل المسماة «Felina (فيلينا)» فقد حطمت جميع الأرقام القياسية السابقة وقام بمشاهدتها 10.3 مليون مشاهد عندما تم عرضها في 29 سبتمبر 2013.
- الجدول التالي مرتب حسب تاريخ بث الجزء الأول لأول مرة في كل بلد:[120]

| الدولة           | تاريخ بدء البث  | الدولة         | تاريخ بدء البث  |
| ---------------- | --------------- | -------------- | --------------- |
| الولايات المتحدة | 20 يناير، 2008  | ألمانيا        | 9 أكتوبر، 2010  |
| السويد           | 18 مايو، 2008   | فرنسا          | 9 أكتوبر، 2010  |
| أستراليا         | 28 أغسطس، 2008  | بلغاريا        | 19 ديسمبر، 2010 |
| المملكة المتحدة  | 28 سبتمبر، 2008 | جمهورية التشيك | 14 يناير، 2011  |
| فنلندا           | 1 يناير، 2009   | المجر          | 1 فبراير، 2011  |
| إسبانيا          | 11 مارس، 2009   | هولندا         | 2 يناير، 2012   |

## الموسيقى التصويرية

فينس غيليغان مع ديف بورتر في إحدى سهرات اختلال ضال، فبراير 2012.

الموسيقى التصويرية الأصلية لمسلسل اختلال ضال هي من تأليف الموسيقي ديف بورتر. وتم استعمال العديد من الأعمال الموسيقية لعديد من الفنانين والفرق المشهورة تحت إشرافٍ من توماس غولوبيتش. تم إصدار مجموعة مختارة من مقطوعات الموسيقى التصويرية والموسيقى الأصلية للمسلسل في عام 2010، كما وأصدرت بعض الأغاني في من الموسيقى التصويرية الأصلية في ألبومين، أحدهما في 2012 وتبعه الآخر في عام 2013.
المجموعة المختارة من الموسيقى التصويرية أصدرت كألبوم يحمل اسم «الموسيقى التصويرية الأصلية لمسلسل اختلال ضال» ويضم خمس قطع موسيقية تصويرية أصلية من تأليف ديف بورتر، ويحوي الألبوم 16 أغنية مؤلفة، وتم إصداره في 17 مايو 2010.
كما وأُصدر الألبوم الأول الذي يحمل عنوان «اختلال ضال: الموسيقى التصويرية من المسلسل التلفزيوني» في 24 أغسطس، 2012، وهو يضم 20 أغنية للمشاهد من تأليف ديف بورتر. أما الألبوم الثاني الذي صدر في 27 سبتمبر، 2013 فيضم 20 أغنية أخرى أيضاً.
| م  | الأغنية                                                            | الفرقة/المغني          | المدة | الحلقة                                                                  |
| -- | ------------------------------------------------------------------ | ---------------------- | ----- | ----------------------------------------------------------------------- |
| 1  | الموسيقى الافتتاحية لاختلال ضال (مطوّلة)                            | ديف بورتر              | 1:15  | –                                                                       |
| 2  | الرجل الذي ليس لديه وقت "Out of Time Man"                          | ميك هارفي              | 2:57  | "Pilot (الحلقة التجريبية)"                                              |
| 3  | أسود وأزرق: قصة هانيزنبرغ "Negro y Azul: The Ballad of Heisenberg" | لوس كواتس دي سينالوا   | 3:55  | "Negro y Azul (أسود وأزرق)"                                             |
| 4  | واحدٌ تلو الآخر "One By One"                                        | البذور السوداء (فرقة)  | 3:52  | "4 Days Out (أربع أيام في الخارج)"                                      |
| 5  | والتر يضمد ساقه "Walt Bandages His Leg"                            | ديف بورتر              | 1:36  | "Cancer Man (رجل السرطان)"                                              |
| 6  | زونغو زونغو قزونغو زانغ "Zungguzungguzungguzeng"                   | يلو مان                | 4:12  | "Over (انتهى)"                                                          |
| 7  | مشي المانجو "Mango Walk"                                           | The In Crowd (فرقة)    | 3:22  | "Pilot (الحلقة التجريبية)"                                              |
| 8  | بائع الفول السوداني "The Peanut Vendor"                            | ألفين 'ريد' تايلر      | 2:07  | "Breakage (المقدار المخصوم)"                                            |
| 9  | أنت كل ما يتحدثون عنه "You're All They Talk About"                 | ديف بورتر              | 2:21  | "Cancer Man (رجل السرطان)"                                              |
| 10 | مغالطات "Fallacies"                                                | TwaüghtHammër (فرقة)   | 2:52  | "Down (الحضيض)" – "Shotgun (بُندقية)" – "TwaüghtHammër (فرقة توات هامر)" |
| 11 | باندريلا "Banderilla"                                              | Calexico (فرقة)        | 3:44  | "Better Call Saul (من الأفضل الاتصال بسول)"                             |
| 12 | الصباح التالي "The Morning After"                                  | ديف بورتر              | 2:24  | "...And the Bag's in the River (... والحقيبة في النهر)"                 |
| 13 | قمرٌ أحمر "Red Moon"                                                | The Walkmen (فرقة)     | 4:02  | "Grilled (مُعذب)"                                                        |
| 14 | القطعة المفقودة "The Missing Piece"                                | ديف بورتر              | 1:39  | "...And the Bag's in the River (... والحقيبة في النهر)"                 |
| 15 | اقبض على قطارك الخاص "Catch Yer Own Train"                         | The Silver Seas (فرقة) | 3:06  | "Crazy Handful of Nothin' (بطاقات مجنونة لا قيمة لها)"                  |
| 16 | الموسيقى الختامية لاختلال ضال                                      | ديف بورتر              | 0:33  | –                                                                       |

## الاستقبال

### الاستقبال النقدي

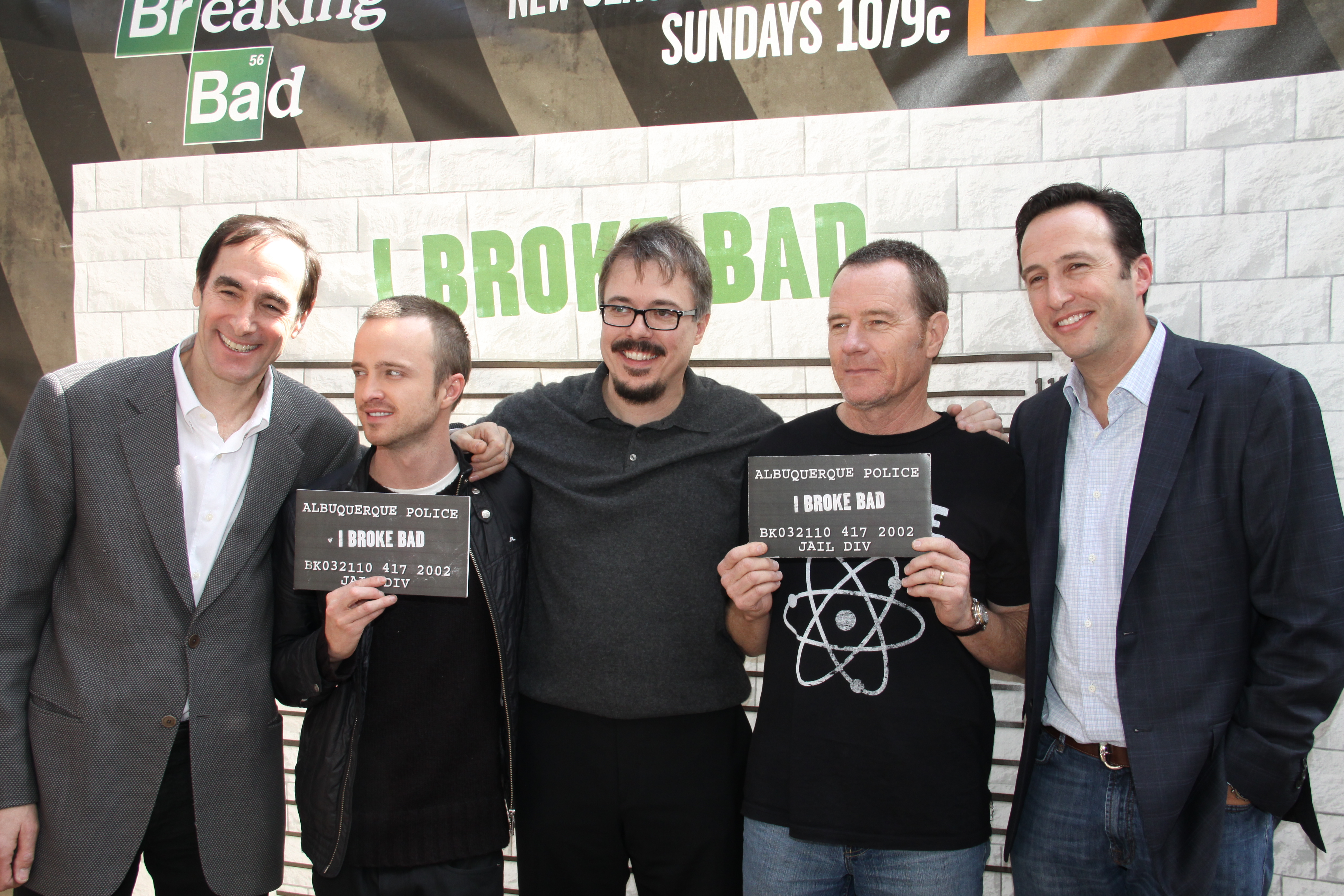
من اليسار إلى اليمين: جوس سابان(المدير التنفيذي لـ AMC)، آرون بول، فينس غيليغان (الكاتب)، براين كرانستون، تشارلز كولير (المدير العام)

لقي المسلسل إشادةً عالميةً من مختلف النقاد حيث أن بعضهم اعتبره أفضلَ مسلسلٍ دراميٍ على الإطلاق. في موقع ميتاكريتيك تم تقييم مواسم المسلسل كالتالي، الموسم الأول 74%، الموسم الثاني 85%، الموسم الثالث 89%، الموسم الرابع 96%، الموسم الخامس 99% ليصبح الموسم –من بين جميع المسلسلات– الأعلى تصنيفاً على موقع الميتاكريتيك.
لاقى الموسم الأول استقبالاً نقدياً إيجابياً. الناقدة ليندا ستاسي من صحيفة New York Post أشادت بالمسلسل بالأخص أداء كرانستون وبول حيث كتبت: «كرانستون وبول جيدان جداً، أنه لشيءٌ مدهش. أعتقد بأن كلاهما نجح في خلق كيمياء رائعة، لكنني أشعر بالخجل لقولي شيء مبتذل كهذا.» روبرت بيانكو من USA Today أشاد أيضاً بأداء كرانستون وبول فكتب: «هنالك فُكاهة في المسلسل، غالباً في محاولات والت لفرض المنطق الأكاديمي على العمل وعلى تلميذه المغفل، وهو دورٌ يلعبه بول بشكلٍ ممتاز. ولكن مشاهدهما تميل نحو الإثارة والتوتر، عندما يكتشف الاثنان أن قتل شخصٍ ما، حتى في حال الدفاع عن النفس، هو عملٌ بشعٌ وفوضويٌ.»
قُوبِل الموسم الثاني باستحسانٍ كبيرٍ من مختلف النُقاد. كين تاكر من مجلة Entertainment Weekly قال "ضال هو استعارةٌ جديدةٌ رائعةٌ من أجل وصف أزمة منتصف العمر: لقد أَخذت السرطان وانتهاك القانون من أجل هز والت وإخراجه من سبات الضواحي، من أجل أن يختبر الحياة مرةً أُخرىً، من أجل أن يجرب حظه، من أجل أن يغامر رغم المخاطر، من أجل أن يفعل أشياءً لم يعتقد أبداً بأنه قادرٌ على فعلها. لم يكن أي شيء من هذا ليجدي نفعاً من دون رابح جائزة الإيمي كرانستون، الشرس والمضحك كممثل. مقابل كل ظلامه وكآبته هناك نشوةٌ متوهجةٌ في هذا المسلسل. إنه مسلسلٌ يُشعرك بشعورٍ جيدٍ في حين أنه يتحدث عن الشعور بسوءٍ شديدٍ." تيم غودمان من صحيفة San Francisco Chronicle: "أول 3 حلقات عرضتها AMC تستمر بنفس درجة الجودة من دون أي عثراتٍ ظاهرةٍ. في الواقع يبدو أن رؤية غيليغان حول اختلال ضال قد تم مكافأتها بشكلٍ جيدٍ رغم كل التحديات، وقد أنعشت كل المشاركين في العمل. بإمكانك الشعور بالنضوج والطموح المتزايد في كل حلقة. الروائي ستيفن كينغ أشاد بالمسلسل مقارناً إياه بـ Twin Peaks وBlue Velvet.

استأجرت المخرجة ميشيل مِكلارين رافعة بطول 55 متر من أجل تصوير لقطة واحدة في حلقة "Thirty–Eight Snub"

كما ونال الموسم الثالث استحساناً كبيراً من النقاد أيضاً. صحيفة Newsday كتبت بأن اختلال ضال ما زال أفضل مسلسلٍ تلفزيونيٍ، ولا زال صادقاً مع نفسه أيضاً. تيم غودمان مدح الكتابة، التمثل، والتصوير السنيمائي، حيث وصف غودمان بصريات المسلسل بأنها عبارةٌ عن «خليطٌ من جمالٍ مذهلٍ.» بعد عرض الحلقة الأخيرة قالت صحيفة The A.V. Club أن الموسم الثالث كان من أفضل المواسم الدرامية على الإطلاق.
وحاز الموسم الرابع على إشادةٍ عالميةٍ من النقاد. صحيفة Pittsburgh Post-Gazette وَصفت المسلسل بـ«ذكيٍ ومثيرٍ للفِكر حيث أنه قد رفع مستوى الأعمال الفنية عن المستوى المعهود.» أدرج العديد من النُقاد الموسم الرابع ضمن أفضل المواسم التلفزيونية لسنة 2011. أدرجت مجلة Time عبارة والتر «أنا الذي يطرق الباب» (I am the one who knocks) ضمن أفضل العبارات التلفزيونية لسنة 2011. اعتبرته صحيفة Pittsburgh Post-Gazette كأفضل مسلسل في سنة 2011 مع الإشارة إلى أن «اختلال ضال هو ذلك المسلسل النادر الذي لم يرتكب أبداً أي زلة مؤذية للقصة.» في مراجعة The A.V. Club للحلقة الأخيرة لخصت المجموعة: «نهايةٌ خياليةٌ لموسمٍ بدأ واستمر بالعديد من الأزمات التي كانت تتوسل لحلٍ ما أسبوعاً بعد أسبوعٍ، الآن الأمور قد هدأت ولكن هذا لا يعني أن الجميع بأمانٍ لأنه ليس هناك شيءُ بهذه السهولة فياختلال ضال. يا له من موسمٍ، شيءٌ لم يكن أيُّ أحدٍ منا ليتوقعه، أو ليَدّعي بأننا استحقيناه.»
بالنسبة للموسم الخامس آخر مواسم المسلسل، فقد حاز على إشادةٍ عالميةٍ من النقاد كذلك. بعد نهاية المسلسل، الناقد نيك هارلي لَخّص توصيته حول المسلسل: «مكتوبٌ باحترافيةٍ، يتميز ببراعةٍ فائقةٍ في إخراجه، أداءٌ لا تشوبه شائبة، اختلال ضال هو كل شيءٍ قد تريد أن تراه في دراما تلفزيونيةٍ، سوف يُمضي النقاد العقد القادم يتناقشون حول الأمر الذي جعله مميزاً جداً، لكن الأسباب لا نهاية لها وهي موثّقةٌ توثيقاً جيداً بالفعل.» خلال عرض الموسم الأخير، تلقى المسلسل مديحاً من الكاتب جورج آر. آر مارتن مؤلف سلسلة الروايات الخيالية A Song of Ice and Fire وبالأخص حلقة «أوزيماندياس» (Ozymandias) مُعلقاً بأن «والتر وايت هو وحشٌ أكبرُ من أيّ شخصيةٍ في ويستروس.» في مراجعته للنصف الثاني من الموسم الخامس، سيث أميتن من موقع IGN أعطاه تقييم 10/10 معلقاً «هذه الدفعة الأخيرة من اختلال ضال هي واحدةٌ من أفضل الدفعات التي قدمها التلفزيون على الإطلاق.»

### الجوائز والترشيحات

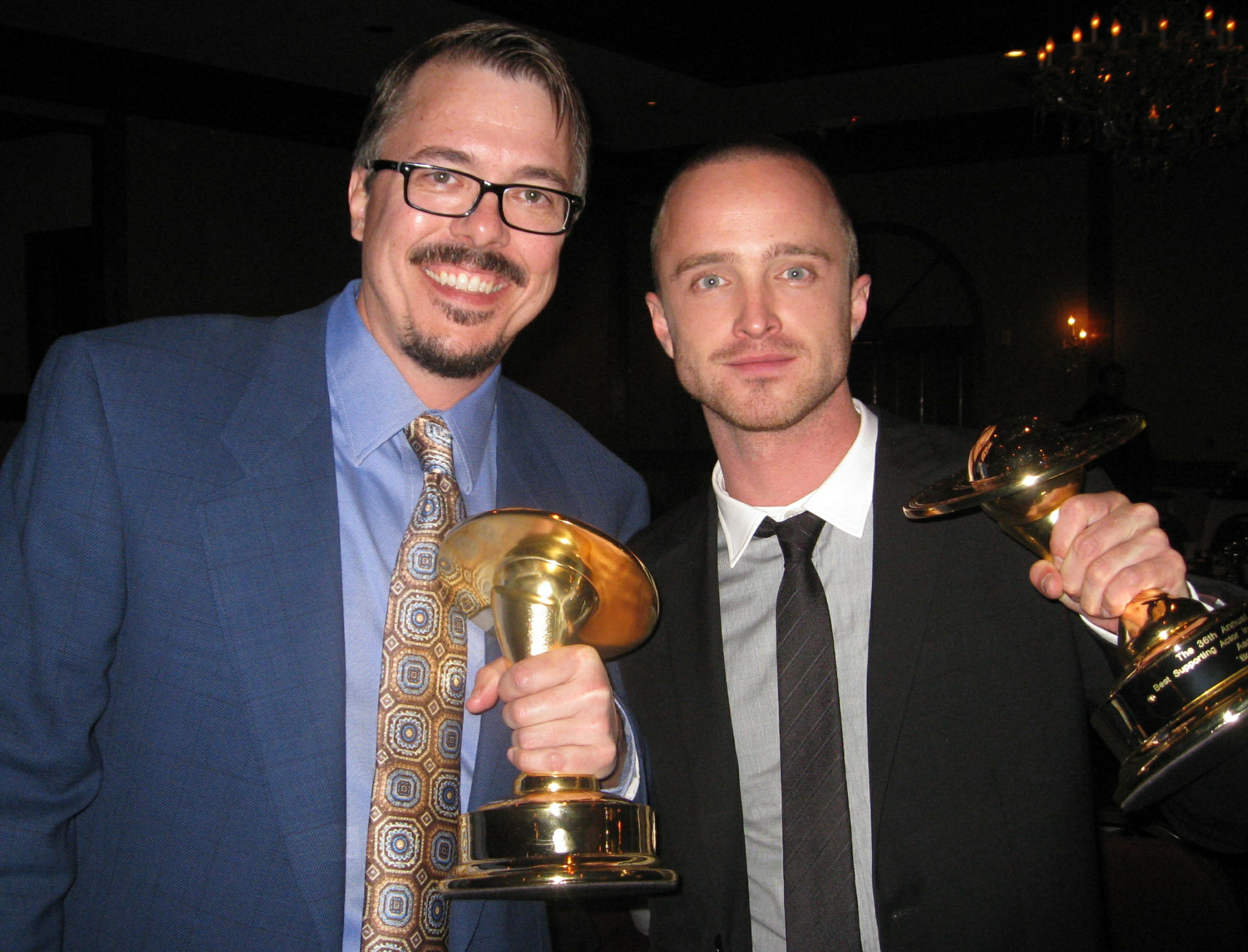
بول وغيليغان في حفل توزيع جوائز جوائز زحل في 2010

ترشّح المسلسل لـ 262 جائزة وفاز بـ 110 منها. ومن أهم هذه الجوائز:
- 16 جائزة إيمي من أصل 58 ترشيحاً. منها 4 جوائز لبراين كرانستون عن فئة (أفضل ممثل في مسلسل درامي) ثلاث مرات منها على التوالي في 2008، 2009، 2010 والأخيرة كانت في 2014،[141] ثلاث جوائز لآرون بول عن فئة (أفضل ممثل مساعد) في عام 2010، 2012 و2014 وجائزين لآنا غان عن فئة (أفضل ممثلة مساعدة) في عام 2013 و2014 بالإضافة إلى جائزة (أفضل مسلسل درامي) في 2013 و2014.[142] كرانستون هو أول ممثل يحصل على ثلاث جوائز أيمي لثلاث سنوات على التوالي منذ أن فعلها بيل كوسبي في الستينات من القرن الماضي. في 2014، آخر سنة للمسلسل في جوائز الإيمي، ترشح لـ 16 جائزة، منها لكرانستون، بول، وغان عن نفس الفئات السابقة لكل منهم، وعن فئة (أفضل مسلسل درامي) للمرة الثانية على التوالي حيث فاز بها أيضا.
- جائزتي غولدن غلوب في 2014، من أصل 7 ترشيحات، الأولى لبراين كرانستون عن فئة (أفضل أداء لممثل في مسلسل تلفزيوني) بعد ترشيحه ثلاث مرات سابقا، والثانية عن فئة (أفضل مسلسل درامي) بعد ترشيح واحد في 2013، وترشيح لآرون بول عن فئة (أفضل ممثل مساعد) في 2014.
- 8 جوائز ستالايت من أصل 15 ترشيح، 4 جوائز منها عن فئة (أفضل ممثل في مسلسل درامي) لبراين كرانستون في 2008، 2009، 2010 و2014 وفوز وحيد لآرون بول عن فئة (أفضل ممثل مساعد). 3 جوائز عن فئة (أفضل مسلسل درامي) في 2009، 2010 و2014.
- جائزة زحل 12 مرة من أصل 27 ترشيحاً. حصل آرون بول على ثلاثة منهم عن فئة (أفضل ممثل مساعد في مسلسل درامي) في 2010، 2012 و2014 وجوناثان بانكس مرة واحدة عن نفس الفئة أيضاً في 2013.
- ترشح المسلسل أيضاً لجائزة نقابة ممثلي الشاشة 11 مرة، حيث فاز براين كرانستون عن فئة (أفضل أداء لممثل في مسلسل درامي) مرتين في 2013 و2014، وفاز المسلسل بجائزة أفضل طاقم لمسلسل درامي في 2014.
- فاز المسلسل بجائزة نقابة المخرجين الأمريكية مرتين من أصل 4 ترشيحات، حيث فاز ريان جونسون عن فئة (أفضل إخراج في مسلسل درامي) في 2013 وفينس غيليغان عن نفس الفئة أيضا في 2014.
- ترشح المسلسل لجائزة نقابة الكتاب الأمريكية 20 مرة وفاز 6 مرات، 3 جوائز عن فئة (أفضل مسلسل درامي) في 2012، 2013 و2014 و3 جوائز عن فئة (أفضل حلقة درامية) في 2009، 2012 و2014.
- تم إدراج المسلسل في قائمة معهد الفيلم الأمريكي السنوية لأفضل 10 مسلسلات تلفزيونية 5 مرات في 2008، 2010، 2011، 2012 و2013.

## مسلسلات مقتبسة
في أبريل 2013، تم الكشف عن أن AMC و Sony مهتمتان بإنشاء مسلسلٍ مشتقٍ يركز على شخصية (سول غودمان)، حيث يعمل على تطوير المشروع كلٌ من فينس غيليغان والكاتب بيتر غولد الذي ابتكر شخصية (سول غودمان) في الموسم الثاني. وقد لَمّح غيليغان سابقاً إلى إمكانية إنشاء مسلسلٍ مشتقٍ عن شخصية (سول غودمان) في يوليو، 2012. وفي سبتمبر 2013 قامت AMC و Sony Pictures Television رسمياً بطلب مسلسل Better Call Saul الذي سوف تدور أحداثه قبل أحداث اختلال ضال.

### النسخة الإسبانية
بعد عدة أيام من التكهنات التي تغذيها قناة يونفيچين، في 13 مارس 2013، أكدت سوني أنها قررت تصوير نسخة جديدة باللغة الإسبانية من مسلسل اختلال ضال، وقد سميت بـ (ورم خبيث) وهي من بطولة دييغو تروخيو بشخصية والتر بلانكو (والتر وايت)، وروبرتو أوربينا بشخصية خوسيه ميغيل روزاس (جيسي بينكمان)، جنباً إلى جنب مع الممثلة ساندرا رييس، وجوليان أرانغو في أدوار لم تسمّى بعد. في 2 أكتوبر 2013، تم الكشف عن قائمة طاقم المسلسل لتشمل رييس بشخصية سيلو بلانكو (سكايلر وايت) وأرانغو بدور هنري نافارو (هانك شريدر)، ومن المقرر أن يتم تصوير المسلسل في كولومبيا.

### أوبرا
أُعلن عن أوبرا مقتبسة عن المسلسل في أكتوبر 2013 بواسطة ملحن نيويورك سونغ جين هونغ.

## وصلات خارجية
- اختلال ضال على موقع IMDb (الإنجليزية)
- اختلال ضال على موقع ميتاكريتيك (الإنجليزية)
- اختلال ضال على موقع الموسوعة البريطانية (الإنجليزية)
- اختلال ضال على موقع روتن توميتوز (الإنجليزية)
- اختلال ضال على موقع نتفليكس (الإنجليزية)
- اختلال ضال على موقع أول موفي (الإنجليزية)
- اختلال ضال على موقع فيلمافينيتي (الإسبانية)
- اختلال ضال على موقع كينوبويسك (الروسية)
- اختلال ضال على موقع ألو سيني (الفرنسية)
- اختلال ضال على موقع قاعدة بيانات الفيلم (الإنجليزية)
- الموقع الرسمي
- الموسيقى التصويرية لجميع مواسم المسلسل
- Save Walter White